# Schloss Chillon
Das Schloss Chillon (französisch Château de Chillon [ʃiˈjɔ̃]) ist eine mittelalterliche Wasserburg im schweizerischen Kanton Waadt. Das grosse, vielgliedrige Bauwerk steht am Rand des Genfersees in der Gemeinde Veytaux fünf Kilometer südöstlich von Montreux im Bezirk Riviera-Pays-d’Enhaut. Seine ältesten Bauteile sind vor etwa eintausend Jahren zur Zeit des burgundischen Königreichs unter dem Bischof von Sitten entstanden, ihre heutige Gestalt erhielt die Burg im 13. und 14. Jahrhundert unter der Herrschaft der Grafen von Savoyen. Von 1536 bis 1798 diente die Festung der bernischen Landvogtei von Vevey als Verwaltungszentrum und zuletzt noch als Magazin, und seit dem Jahr 1803 ist sie im Besitz des Kantons Waadt.
Dank der auffälligen Position am Genfersee vor der imposanten Gebirgskulisse der Waadtländer Alpen und der Chablais-Alpen und mit seiner malerischen und gut erhaltenen Gebäudegruppe zählt das Baudenkmal seit dem 18. Jahrhundert zu den beliebtesten landschaftlichen Bildvorlagen in der Westschweiz. 2013 verzeichnete das Schloss Chillon 349'000 und im Jahr 2019 über 430'000 Besucher. Es ist damit das meistfrequentierte historische Bauwerk der Schweiz.
Die Burg Chillon steht seit 1891 unter kantonalem Denkmalschutz, sie gilt als Kulturgut von nationaler Bedeutung im Kanton Waadt und ist im Inventar der schützenswerten Ortsbilder der Schweiz ISOS aufgeführt. Im Auftrag des Kantons Waadt verwaltet die im Jahr 2002 gegründete Schloss-Chillon-Stiftung das Bauwerk; sie erforscht und unterhält es und macht es dem Publikum zugänglich. Die Landschaft bei Chillon liegt bis zum See im Parc naturel régional Gruyère Pays-d’Enhaut.

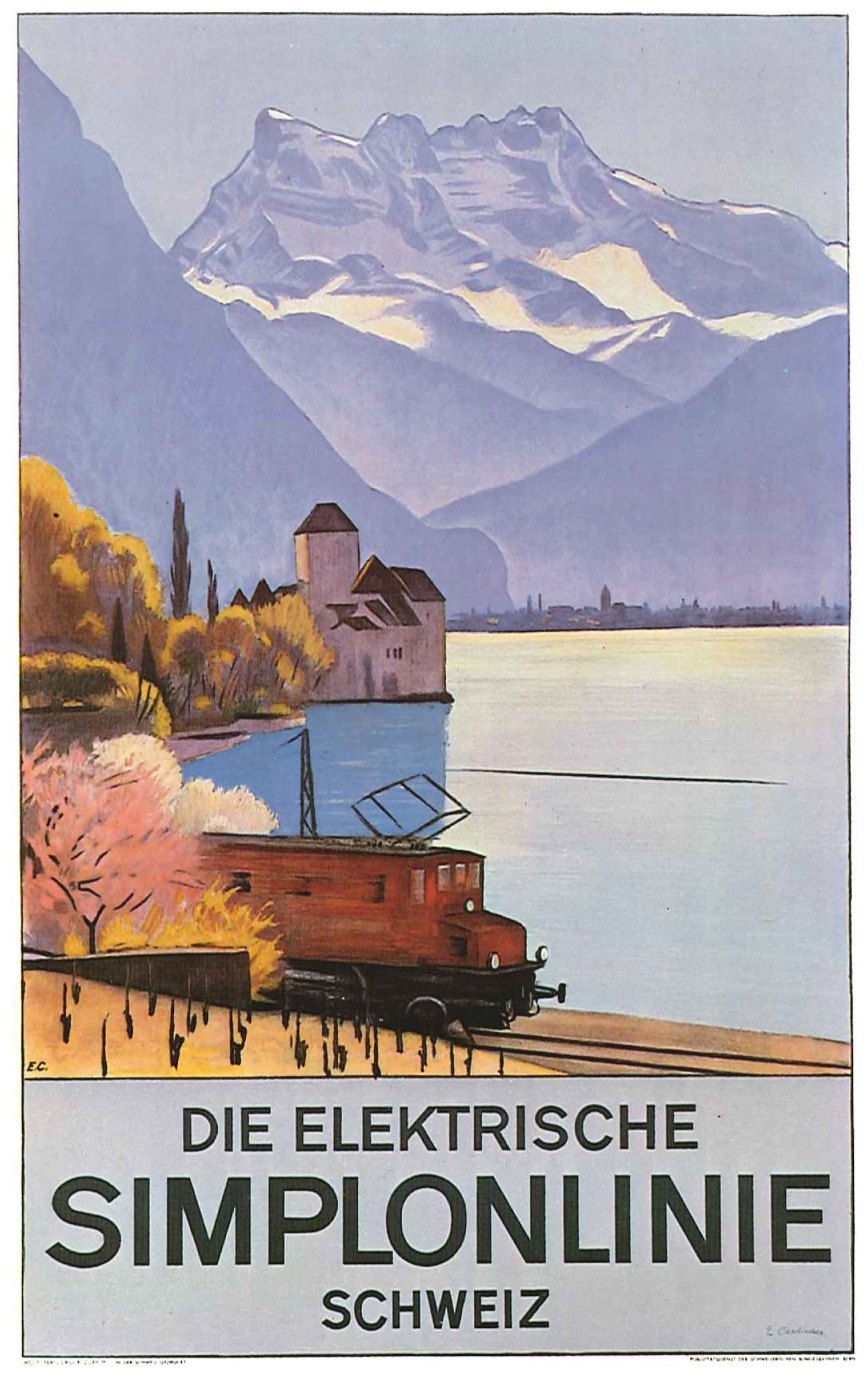
Plakat für die Tourismuswerbung der Simplonlinie mit Schloss Chillon und den Dents du Midi im Hintergrund, Entwurf: Emil Cardinaux, 1928

Von 1897 bis 1934 liess der Kanton Waadt zusammen mit der 1887 gegründeten Association pour la restauration du château de Chillon unter der Leitung des Architekten und Kantonsarchäologen Albert Naef und seiner Nachfolger in einem aufwändigen Dokumentations- und Restaurierungsprojekt die Baugeschichte der Burg untersuchen und die Anlage wiederherstellen. Die Sanierung der savoyischen Burg erfolgte unter der Aufsicht einer internationalen Expertengruppe und gilt als ein Musterbeispiel der frühen Denkmalpflege.

## Lage
Die Burg steht auf der Felseninsel Île de Chillon am Ostufer des Genfersees, die nur durch einen wenige Meter breiten Graben vom Seeufer getrennt ist. Die während der Eiszeiten vom Rhonegletscher am Rand des Seebeckens herausgebildete Insel hat bei einer Länge von 120 Metern und einer Breite bis zu 48 Metern eine Fläche von etwa 5070 m². Sie ist damit die grösste der sieben Inseln im Genfersee. Der anstehende Kalkfels bildet vor dem Bergvorsprung einen flachen Hügel, der in der Mitte der Burg ungefähr acht Meter über die Seeoberfläche herausragt. Auf der westlichen Seite fällt der Felsen vor den Burgmauern sehr steil tief in den See ab.
Bei der Burginsel lässt der steile Berghang des westlichen Ausläufers der Rochers de Naye nur eine schmale, im Laufe der Jahrtausende künstlich ausgebaute Passage von Montreux nach Villeneuve und in das Rhonetal frei. Die Stelle hat seit dem Mittelalter den Flurnamen Cluse (vgl. dazu: Klause) und wird in Urkunden aus dem 13. Jahrhundert als clusa de Chillon genannt. Durch das Engnis bei der Burg führt seit der Antike eine Fernstrasse. Diese Passage benützen heute nebeneinander die schweizerische Hauptstrasse 9 und die 1861 eröffnete Simplonstrecke der Eisenbahn und hoch darüber auf dem kühnen, um 1969 gebauten Chillon-Viadukt die Autobahn A9, auf welcher auch die Routen der Europastrassen E 27 und E 62 verlaufen.
Die römische Strasse von Italien über den Pass Summus Poeninus, den heutigen Grossen Sankt Bernhard, nach Lausanne und an den Rhein passierte hier den Genfersee; bei Villeneuve in der Nähe von Chillon stand an diesem Weg ein römischer Meilenstein, der sich heute im Museum für Geschichte und Archäologie in Lausanne befindet. Im Mittelalter führte eine wichtige Handelsstrasse und Pilgerroute vom Norden über die Alpen und nach Rom, die auch als Via Francigena bekannt war, dem Seeufer entlang.

Luftbild von Süden, Aufnahme von Werner Friedli, 1948. Sammlung Bildarchiv der ETH-Bibliothek

In der Nähe der Burg liegen die Haltestelle Veytaux-Chillon der Eisenbahn und die im Jahr 1939 eingerichtete Anlegestelle Château-de-Chillon für die Kursschiffe der Compagnie générale de navigation sur le lac Léman. Die Burg und die Schiffstation sind durch die Uferpromenade verbunden, die von Montreux bis nach Villeneuve führt. An der Kantonsstrasse liegt ein grosser Parkplatz für die Besucher der Burganlage. Seit 1957 ist der Ort durch den Trolleybus Vevey–Villeneuve an das öffentliche Verkehrsnetz angeschlossen. Vorher hatte auch die 1888 eröffnete Strassenbahn Vevey–Chillon, die 1903 nach Villeneuve verlängert worden war, die Fahrt direkt zur Burg ermöglicht.
Die Umgebung von Schloss Chillon gehört mit der Fläche des Obersees von Montreux bis nach Saint-Gingolph im Kanton Wallis als Important Bird Area und Ramsar-Gebiet zur Schutzzone von Les Grangettes, in welcher die Schifffahrt Beschränkungen unterliegt.
Die Fortifikationsgeschichte des Passage obligé von Chillon wurde im 20. Jahrhundert noch um ein Kapitel erweitert, als die Schweizer Armee im Zweiten Weltkrieg das Felsmassiv gegenüber der Burginsel für den Bau der starken «Sperrstelle Chillon» auswählte. Diese sollte im Falle eines Angriffs auf die Schweiz den Weg vom Mittelland in den westlichen Teil der Armeestellung Réduit sichern. Anfänglich hätte auch die mittelalterliche Burg selbst zur modernen Panzerabwehrfestung umgebaut werden sollen, worauf die Armeeleitung nach einem Besuch von General Henri Guisan am 3. September 1940 in Chillon jedoch verzichtete. Die von der Gebirgsbrigade 10 gebaute Anlage östlich der Burg umfasste Panzerhindernisse an der Strasse und der Bahnlinie, Infanteriebunker und das Artilleriewerk Chillon, die noch heute in der Umgebung der Burg vorhanden sind und eine eigene militärgeschichtliche Besucherattraktion darstellen. Das geplante Abwehrdispositiv erstreckte sich über die Rhoneebene bis zum zweiten Strassenengnis im Chablais bei der Burg von Porte-du-Scex an der Route auf der andern Seite des Genfersees von Évian-les-Bains nach Monthey.

## Name
Die mittelalterliche Burg ist erstmals in einem Dokument aus dem Jahr 1150 mit dem Namen Chillun erwähnt, 1157 als Cilon, in einer andern Urkunde aus dem Jahr 1195 als castrum Quilonis.
Im Mittelalter stand nahe bei der Burg das Dorf Chillon. Diese Siedlung war möglicherweise älter als die Festung auf dem Felsen im See, sie könnte aber auch zunächst als Wirtschaftsbetrieb der Burg entstanden sein. Der Ortsname Chillon kommt gemäss dem Schweizer Ethnologen und Linguisten Albert Samuel Gatschet vom frankoprovenzalischen Dialektwort chillon, das einen flachen Stein oder Felsen bezeichnet und hier also wohl den Namen der Insel im See und davon abgeleitet dann auch den Ortsnamen der ehemaligen Siedlung ergab. Das Wort entspricht dem altfranzösischen chail und französisch caillou. Der dialektale Festungsname “Châtél de chillon” bedeutete demnach ursprünglich nichts anderes als «Felsenburg».

## Geschichte

### Vorgeschichte
Auf der Felskuppe, wo heute das Schloss Chillon steht, fand man bei den archäologischen Untersuchungen um 1900 Spuren einer Besiedlung seit der Bronzezeit und Objekte aus der Zeit des Römischen Reiches; wegen der späteren Veränderung der Felsoberfläche und der starken Bautätigkeit im Mittelalter sind jedoch allfällige urgeschichtliche oder antike Gebäude nicht zu rekonstruieren. Bei Unterwasseruntersuchungen in der Nähe der Burg hat man 1969 Reste einer prähistorischen Seeufersiedlung entdeckt. Frühere Bauwerke auf der Insel dürften schon beim sogenannten Tauredunum-Ereignis im Jahr 563, von welchem die Chronisten Gregor von Tours und Marius von Avenches berichten, nach einem grossen Bergsturz an der gegenüberliegenden Talseite überflutet und wohl zerstört worden sein.

### Die Bischofsburg

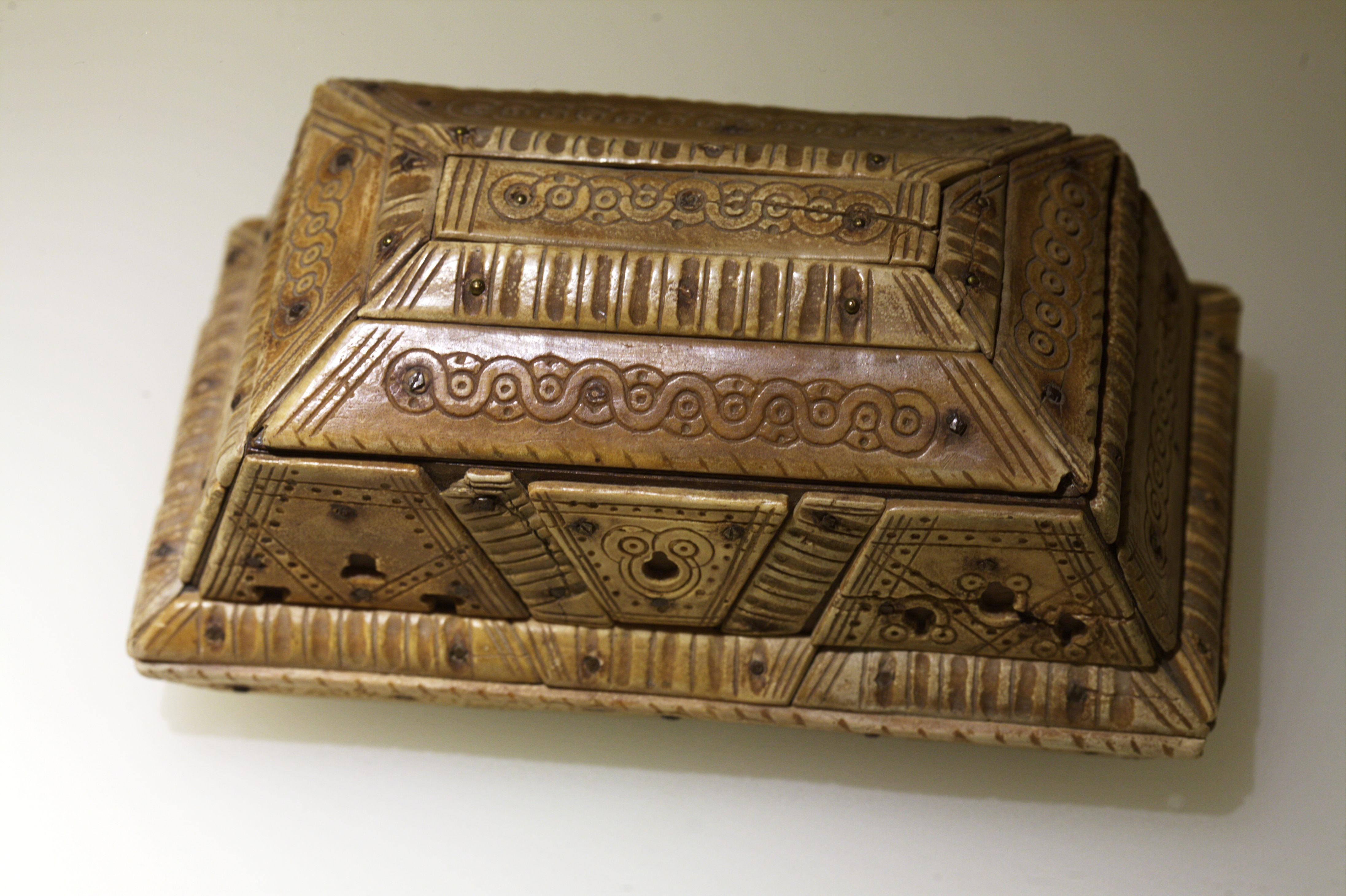
Reliquiar aus dem Altar der hochmittelalterlichen Burgkapelle

Die ältesten, noch heute sichtbaren Bauteile der Burg sind die Fundamente einer früh- oder hochmittelalterlichen Kapelle, eine Partie der inneren Umfassungsmauer, die wohl aus dem 10. oder dem 11. Jahrhundert stammt, sowie der untere Bauabschnitt des Hauptturms (Donjon). Die Landschaft im Rhonetal unterstand dem Bischof von Sitten, seit der burgundische König Rudolf III. im Jahr 999 dem Bischof Hugo von Sitten die Grafschaftsrechte im Wallis übertragen hatte. Schon seit dem Frühmittelalter gehörten neben Chillon noch einige andere Güter in der Waadt und an der Riviera am Genfersee, etwa bei Lausanne, Montreux und Vevey, dem Walliser Bischof. Die erste mittelalterliche Burg Chillon mit der kleinen Burgkirche, die dem Patrozinium des heiligen Tryphon unterstand, dürfte an der strategisch wichtigen Stelle am Ausgang aus dem Wallis im Auftrag des Bischofs gebaut worden sein. Zeitweise verwaltete im 11. Jahrhundert die savoyische Adelsfamilie von Allinges im bischöflichen Dienst die Burg.
Unmittelbar bei der Burg und beim Dorf Chillon war das Strassenengnis durch zwei Tore gesichert, die porta burgi Chillonis a parte Cluse im Norden und die porta burgi Chillonis a parte Villanovae im Süden. Bei der nördlichen Sperre liess Graf Peter II. von Savoyen einen Torturm errichten, der in den Quellen la tornette genannt wird und noch bis 1774 vorhanden war, als er beim Ausbau der Landstrasse abgebrochen wurde. Die Bewohner verliessen das Dorf am Ende des Mittelalters und zogen in das nur einen Kilometer nördlich gelegene Dorf Veytaux oder nach Villeneuve. Um 2020 sind bei Umgebungsarbeiten im Vorgelände am See Überreste des mittelalterlichen Dorfes zum Vorschein gekommen.
Der bei Chillon seit dem Hochmittelalter erhobene bedeutende Strassenzoll wurde im 13. Jahrhundert in die südlich der Burg von den Grafen von Savoyen neu gegründete Stadt ville neuve de Chillon («Neue Stadt von Chillon») verlegt, aus welcher die heutige Ortschaft Villeneuve hervorging.

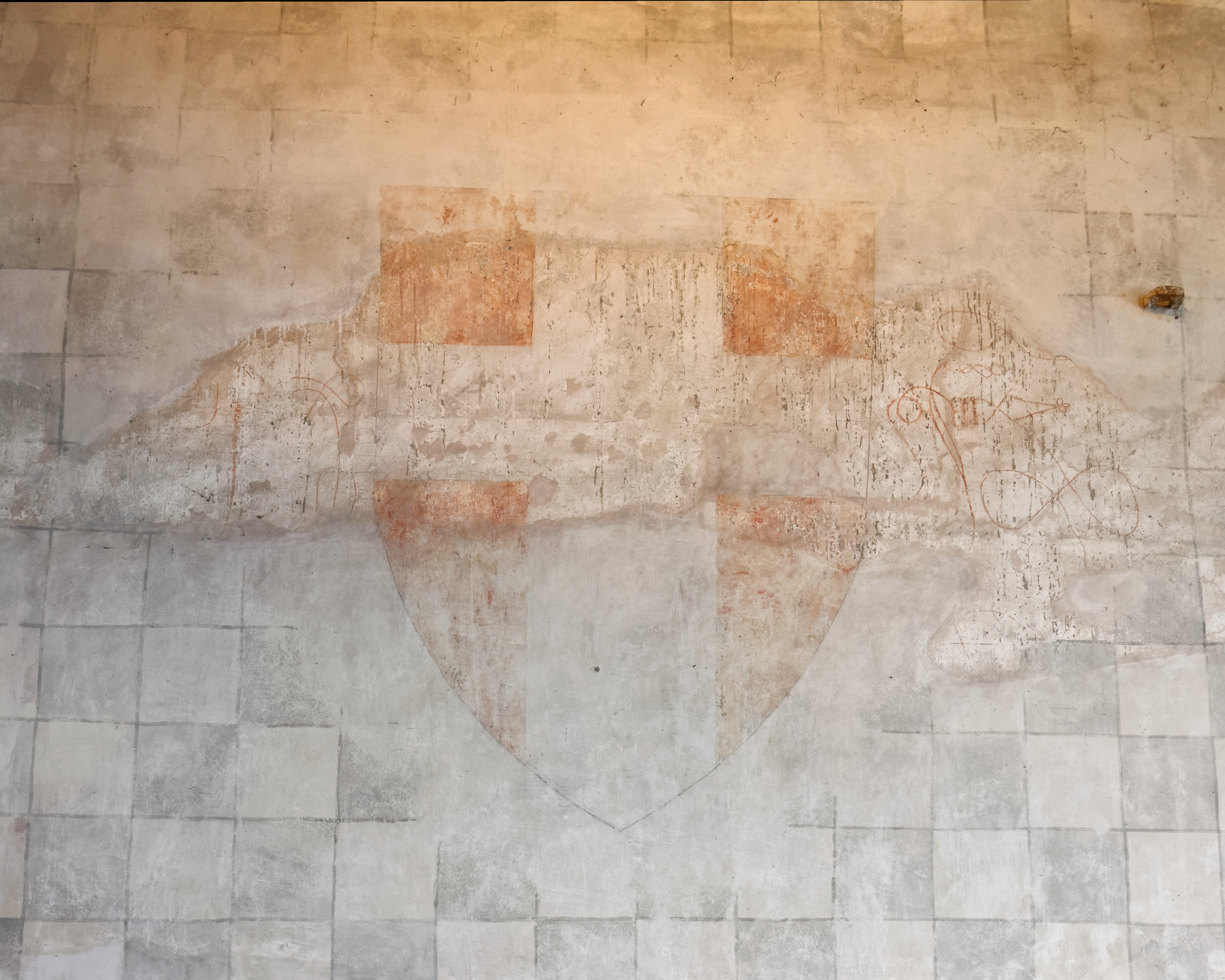
Wandgemälde in der Burg Chillon mit dem Wappen der Grafen von Savoyen

### Savoyische Kastlanei und Fürstenresidenz
Als die Grafen von Savoyen seit dem 11. Jahrhundert ihren Machtbereich in das untere Rhonetal ausdehnten, brachten sie nach dem Kloster Saint-Maurice auch das Chablais unter ihre Gewalt. Während sie viele Grundrechte des Bischofs von Sitten in der Genferseeregion an sich ziehen konnten, blieb die Burg Chillon noch bis zum Spätmittelalter in dessen Besitz. Die Kastlane, die im gräflichen Dienst auf der Inselburg amteten, entrichteten dafür dem Bischof einen jährlichen Zins von sechs Pfund Pfeffer. Der erste savoyische Kastlan von Chillon ist 1198 erwähnt. Im Jahr 1233 hielten Bischof Landri von Sitten und der savoyische Adlige Aymon urkundlich fest, dass der Savoyer die Burg Chillon als Lehen von Sitten innehabe, und dieses Verhältnis blieb bis ins 15. Jahrhundert bestehen. Graf Thomas I. von Savoyen dehnte seine Herrschaft auf das Gebiet der Waadt nördlich des Genfersees aus, und als er dabei in den Konflikt mit dem Herzog von Zähringen geriet, liess er die Burg Chillon verstärken: Vor der älteren Umfassungsmauer entstand die zweite landseitige Wehrmauer und zum See hin ein erster Teil der grossen Wohngebäude. Auf der Landseite der Festung liess Graf Peter II. von Savoyen um 1255 drei halbrunde Türme errichten, die im 14. und 15. Jahrhundert weiter ausgebaut wurden und zur besseren Verteidigung Schiessscharten und vor den Wehrgängen Maschikuli erhielten. Im Jahr 1265 war die Burg Chillon gemäss dem savoyischen Chronisten der Schauplatz eines Kampfes zwischen Savoyen und den Habsburgern. Seit dem 13. Jahrhundert sind in den Rechnungen der Burg einzelne Baumeister namentlich erwähnt, zu den frühesten gehörten Pierre Mainier, dem Architekten der Burg von Yverdon, und Jacques de Saint-Georges, der besonders für seine Burgen in Wales bekannt ist.

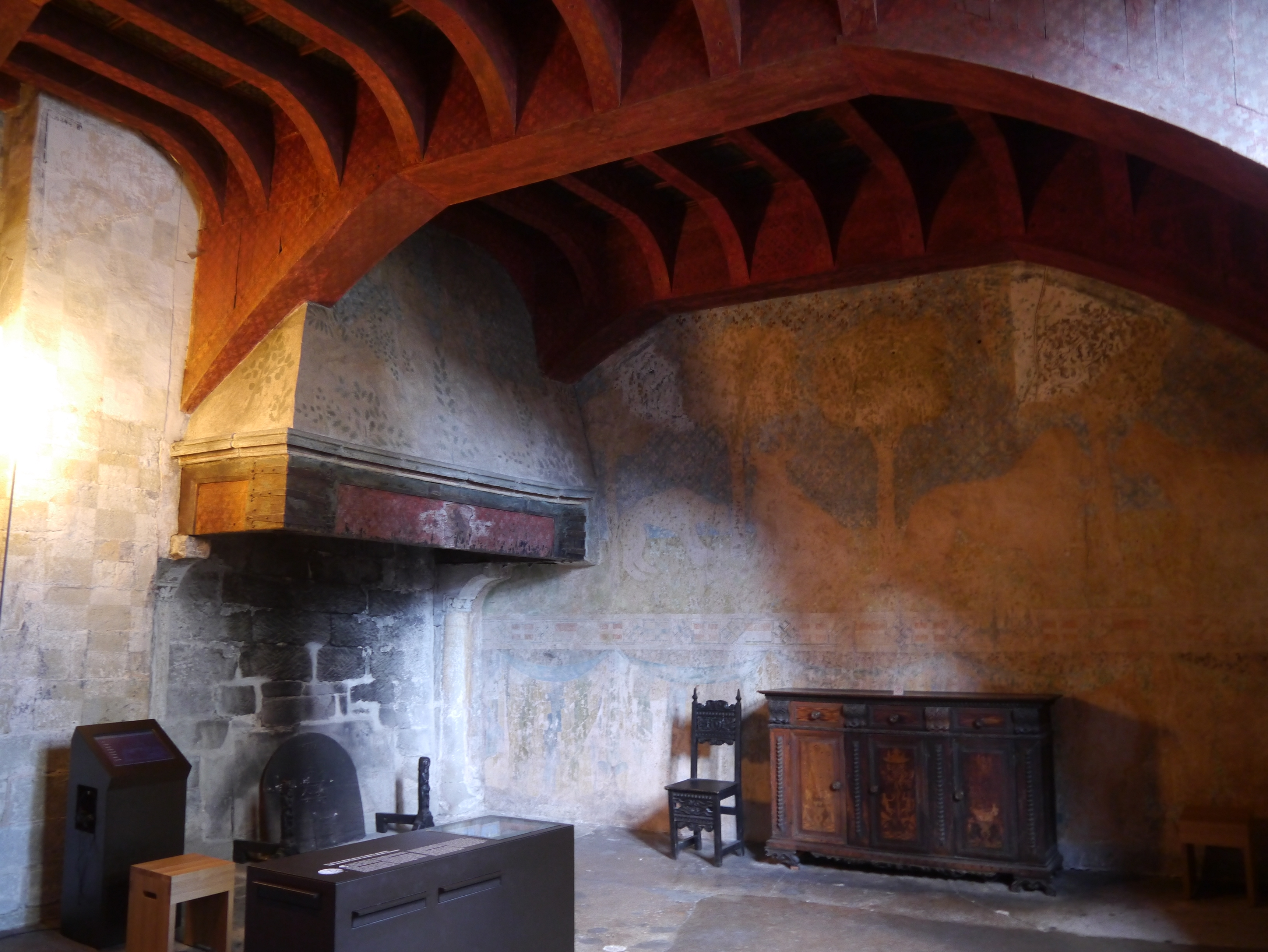
«Camera domini», Wohnraum für den Grafen von Savoyen, 14. Jahrhundert

Im turmartigen Wohntrakt, der Camera domini (Tour d’Alinges), in der neuen Kapelle des hl. Georg und in den grossen Hallen sind Reste von Fresken aus dem 13. und 14. Jahrhundert zu sehen. Die Wohnräume weisen grosse Kamine auf und sind mit reichen Wandmalereien verziert, die gemäss dem Architekturhistoriker Heinrich von Geymüller zu den besten Werken der Malerei in Frankreich aus jener Zeit zu rechnen sind. Diese stammen zum Teil vom waadtländischen Maler Johann von Grandson, der im Auftrag von Graf Aymon den Wohntrakt kunstvoll ausschmückte. Der Maler arbeitete mit vorzüglichen Meistern seiner Zeit zusammen; so konnte er mit dem savoyischen Hofmaler Georges d’Aigle aus Florenz, der ein Schüler Giottos war und im Jahr 1348 in der Grossen Pest starb, Gemälde in der Abteikirche von Hautecombe am Lac du Bourget, wo sich die Grablege der savoyischen Fürsten befand, ausführen. Johann von Grandsons monumentale Bilder in Chillon, ausgeführt in der Technik der Eitempera, zeigen den Heiligen Georg als Drachentöter, verschiedene Tiere und geometrische Motive. Sie sind die einzigen noch erhaltenen Wandmalereien aus jener Zeit in einer savoyischen Burg, da die andern Residenzen der Grafen in Savoyen und im Piemont später stark verändert worden sind.
Das im 19. Jahrhundert übertünchte Hauptwerk des Malers Johann von Grandson in der Camera domini ist dank der Restaurierung durch den Maler Ernest Correvon (1873–1965) wieder gut zu erkennen. Auch die gewölbte Holzdecke des Rittersaals, verschiedene Fenster, Kamine und weitere Bauteile sind Rekonstruktionen des frühen 20. Jahrhunderts. Die Burg diente gelegentlich den Grafen von Savoyen als Residenz und wurde in ihrem Dienst von einem Burgvogt unterhalten, dem die Kastlanei von Chillon und in der Funktion als Landvogt die Verwaltung der savoyischen Herrschaft (Ballei) Chablais oblag. Im Jahr 1442 weilte der der erste Herzog von Savoyen und Gegenpapst Amadeus VIII. in Chillon.

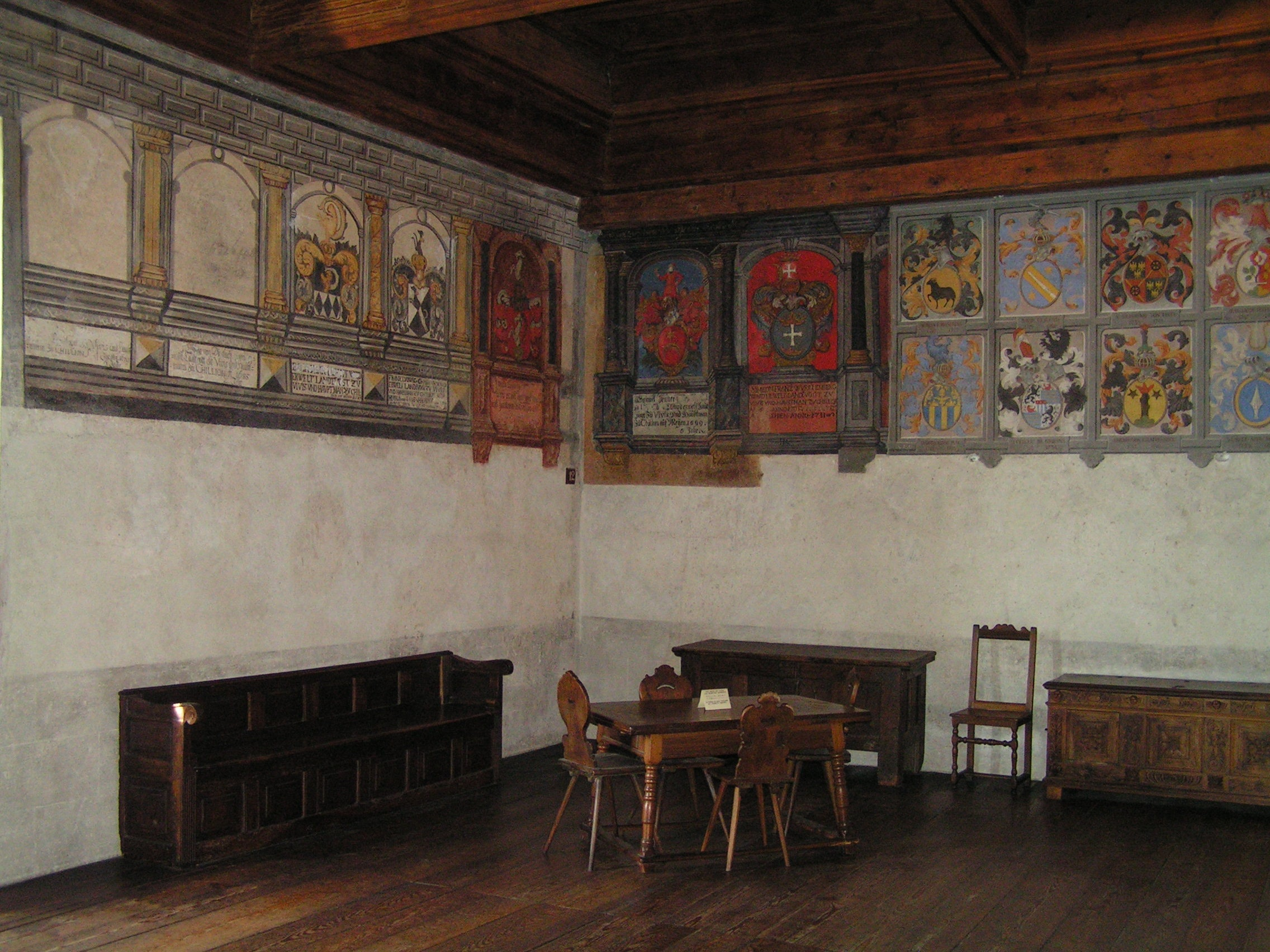
Wandmalerei mit Wappen bernischer Landvögte

### Bernischer Landvogteisitz
Seit dem 15. Jahrhundert verschärfte sich der Konflikt zwischen den Herzögen von Savoyen und der eidgenössischen Stadt Bern. Hatten die bernischen und freiburgischen Truppen nach einem Angriff auf das Land der savoyischen Regentin Jolanda und gegen Chillon während der Burgunderkriege im Jahr 1475 noch unverrichteter Dinge wieder abziehen müssen, musste Savoyen dennoch im Frieden von Freiburg 1476 die nahe bei Chillon gelegene Herrschaft Aigle an Bern abtreten. Damit kam der Burg Chillon die Bedeutung einer savoyischen Grenzfestung gegen das mächtige Bern zu.

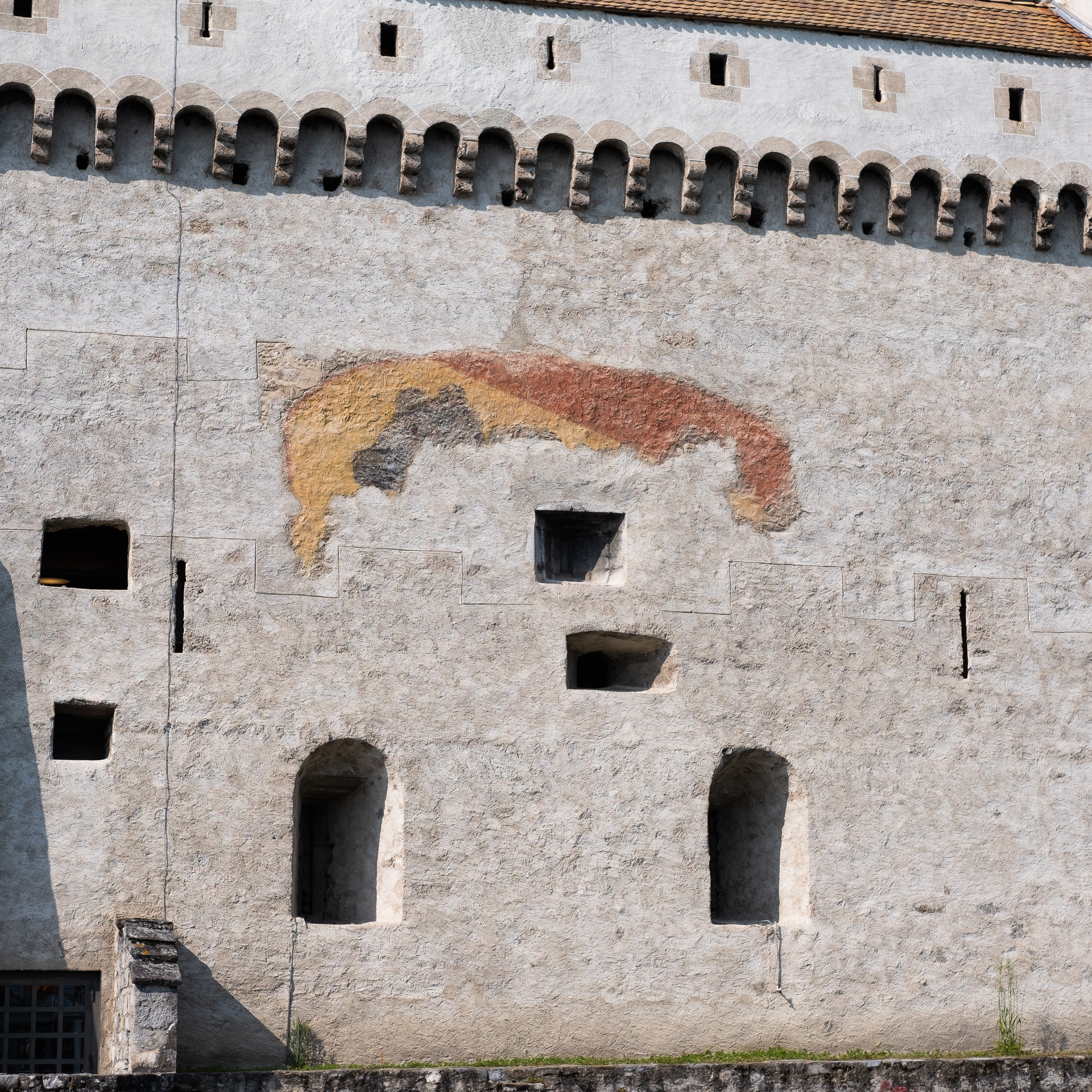
Rest des Berner Wappens an der Seefassade der Burg

Im Zusammenhang mit der Reformation in der Stadt Genf fand Bern einen neuen Kriegsgrund, und beim Feldzug 1536 nahm es die wichtige Burg am Genfersee im Jahr 1536 in Besitz, während Herzog Karl III. gerade einem französischen Angriff ausgesetzt war und sogar die beiden Hauptstädte Chambery und Turin für Jahrzehnte an Frankreich verlor. Als der bernische Auszug unter der Führung des Hauptmanns Hans Franz Nägeli im Frühjahr 1536 die Waadt, das Pays de Gex und das Chablais eingenommen hatte und zusammen mit einer Flotte aus Genf am 17. März vor Chillon aufmarschierte, floh die savoyische Burgbesatzung wie vom Herzog angeordnet mit ihrem Anführer Antoine de Beaufort über den Genfersee und in das savoyische Faucigny. In der Burg befreiten die Berner den Genfer Prior François Bonivard (1496–1570), der wegen seines Eintretens für die Reformation und die Unabhängigkeit der Stadt Genf von den Savoyern sechs Jahre zuvor inhaftiert worden war, sowie drei weitere eingekerkerte Genfer. Lord Byrons berühmtes Gedicht Der Gefangene von Chillon, das entstand, nachdem der Autor 1816 die Burg besucht hatte, befasst sich mit Bonivards Schicksal; diese Verse trugen viel zur Bekanntheit der Burg am Genfersee im 19. Jahrhundert bei. Man kann die Säule, an die Bonivard jahrelang angekettet gewesen war, im Gefängnisgewölbe an der Seeseite der Burg noch immer besichtigen.
An die Zeit unter der bernischen Herrschaft erinnert der Überrest eines grossen, an der Seeseite der Burg auf die Umfassungsmauer gemalten Berner Wappens. Von 1536 bis 1733 war die Burg Sitz des bernischen Landvogts von Vevey, der zugleich Hauptmann von Chillon war; im Jahr 1733 wurde der Landvogteisitz nach Vevey verlegt und die Burg auf der Insel diente vorwiegend noch als Strassenfestung, Magazin und Gefängnis. Eine Holzbrücke ersetzte die ältere Zugbrücke. Im Hafen neben der Burg stationierte Bern die kleine militärische Genferseeflotte.

### Domäne und Baudenkmal des Kantons Waadt
In den ersten Jahren der Helvetischen Republik, die von 1798 bis 1799 bestand, verlegten die neuen Behörden politische Gefangene, die der Revolution gefährlich werden konnten, in die Burg am Genfersee, in welcher bis 1802 französisches Militär stationiert war. Die Burg galt als Nationalbesitz der Helvetischen Republik und lag jetzt im kurzlebigen helvetischen Kanton Léman.

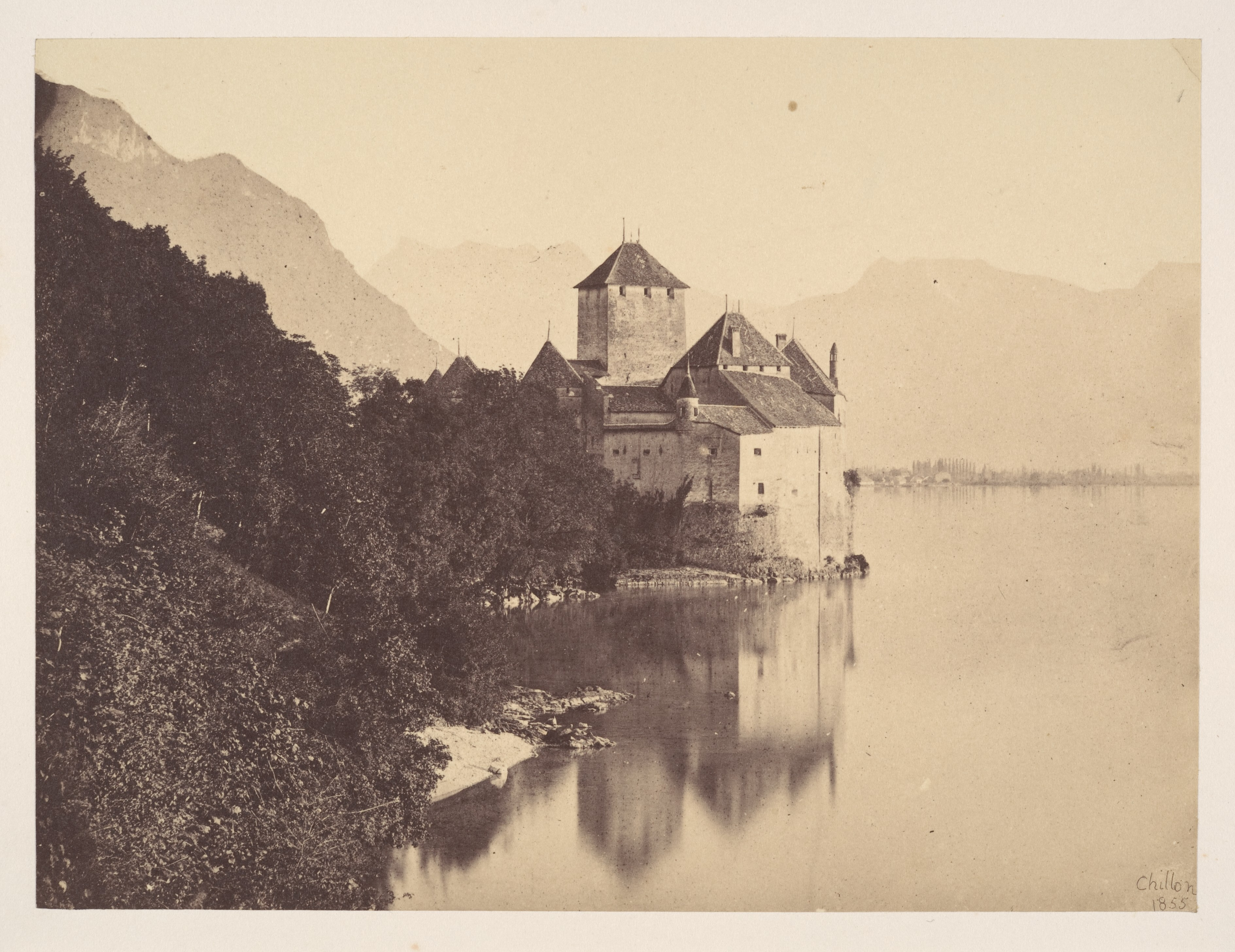
Schloss Chillon, Fotografie, Albuminsilberabzug von Sir John Joscelyn Coghill, 1855 (Sammlung Metropolitan Museum of Art)

Seit 1803 gehört das Bauwerk dem Kanton Waadt, der es im 19. Jahrhundert unter anderem als Gefängnis, Zeughaus, Waffenlager und Invalidenhospital benützte und dabei mit verschiedenen Bauarbeiten die alten Burggebäude den neuen Funktionen anpasste. In den ehemaligen Gefängnisräumen sind eine Wachstube und ein Galgen erhalten geblieben. So wie die alte savoyische Burg von Morges im Westen und die Burg von Moudon im Nordosten des Kantonsgebiets bildete Chillon eines der grossen Magazine für Militärmaterial. Im Hauptturm richtete der Kanton ein Pulverlager ein und liess dafür das Mauerwerk massiv verstärken und mit neuen Mauerschlitzen belüften. Im Jahr 1817 wurde das Eingangstor der Burg verbreitert, damit auch schwere Güterwagen in den Schlosshof fahren konnten, und neue, breite Zugänge erlaubten es, mit den Artilleriekanonen in die zu Depots umfunktionierten Burgsäle zu gelangen.
Um die Mitte des 19. Jahrhunderts hat man sogar einmal erwogen, die Burg Chillon als Abbruchobjekt abzuschreiben und die Steine beim Bau der Eisenbahn zu benützen. Doch schon seit langem hatten die Landschaft mit der grossen Burg und die romantischen Geschichten um die ehemaligen Gefangenen viele in ihren Bann gezogen, und auch das Interesse für die herausragende geschichtliche Bedeutung des Monuments erwachte. Und so besuchten immer mehr Reisende das Schloss, das man seit den 1820er Jahren auch von den neuen Dampfschiffen auf dem Genfersee aus betrachten konnte. Hatte schon Rousseau die Burg in seinem Briefroman Julie ou la Nouvelle Héloïse von 1761 als Schauplatz einer Schlüsselszene ausgewählt, liessen sich nun neben Lord Byron noch weitere Schriftsteller wie Victor Hugo, Alexandre Dumas, Alphonse de Lamartine, Rodolphe Töpffer, Gustave Flaubert und Charles Ferdinand Ramuz vom Ort inspirieren. Der französische Maler Gustave Courbet bildete Chillon während seines Aufenthalts am Genfersee mehrmals ab, und auch von Eugène Delacroix, der von Lord Byrons Gedichten beeinflusst war, sowie von weiteren Künstlern sind Veduten der Wasserburg überliefert, deren Bild im Zeitalter des frühen Tourismus nun auch durch die Fotografie weitherum bekannt wurde.
Den vom Kanton eingesetzten Gefangenen- und Zeughauswärtern oblag es nun auch, die Besucher durch die Anlage zu führen. Auf einer Sitzung der Westschweizer Historischen Gesellschaft Société d’histoire de la Suisse romande im Jahr 1842 im Schloss erging die Anregung an die waadtländische Kantonsregierung, wenigstens die herausragende mittelalterliche Burgkapelle von Chillon möge der militärischen Nutzung entzogen und restauriert werden und ein Saal der Burg sei für ein historisches Museum zu verwenden. Dessen ungeachtet beschloss der Grosse Rat des Kantons Waadt im Jahr 1843, die Gefängnisanlage in der Burg auszubauen, und im folgenden Jahr entstanden im Westtrakt neue Häftlingszellen und andere Einrichtungen, und die Innenwände mit den historischen Wandmalereien wurden neu verputzt. 1847 sassen Gefangene aus dem Sonderbundskrieg im Gefängnis von Chillon, 1871 hielten sich französische Internierte aus dem Deutsch-Französischen Krieg in der Burg auf. Erst mit einem Beschluss des Staatsrats im November 1894 wurde das Gefängnis von Chillon aufgehoben, und die Häftlinge kamen in die kantonale Haftanstalt in Lausanne. Von 1866 bis 1898 befand sich ausserdem im Burgturm ein Depot des Waadtländischen Kantonsarchivs.
Ab 1897 bis 1934 liess der Kanton Waadt zusammen mit der 1887 gegründeten Association pour la restauration du château de Chillon unter der Leitung des Denkmalpflegers Albert Naef und der Architekten Ernest Burnat und Adolphe Burnat in einem aufwändigen Ausgrabungs- und Restaurierungsprojekt einen historischen Zustand des Bauwerks wiederherstellen. Die jüngste Sanierungskampagne der Burg dauerte bis 2020.

## Historische Bilder

Kupferstich von Johann Ludwig Nöthiger, 1744
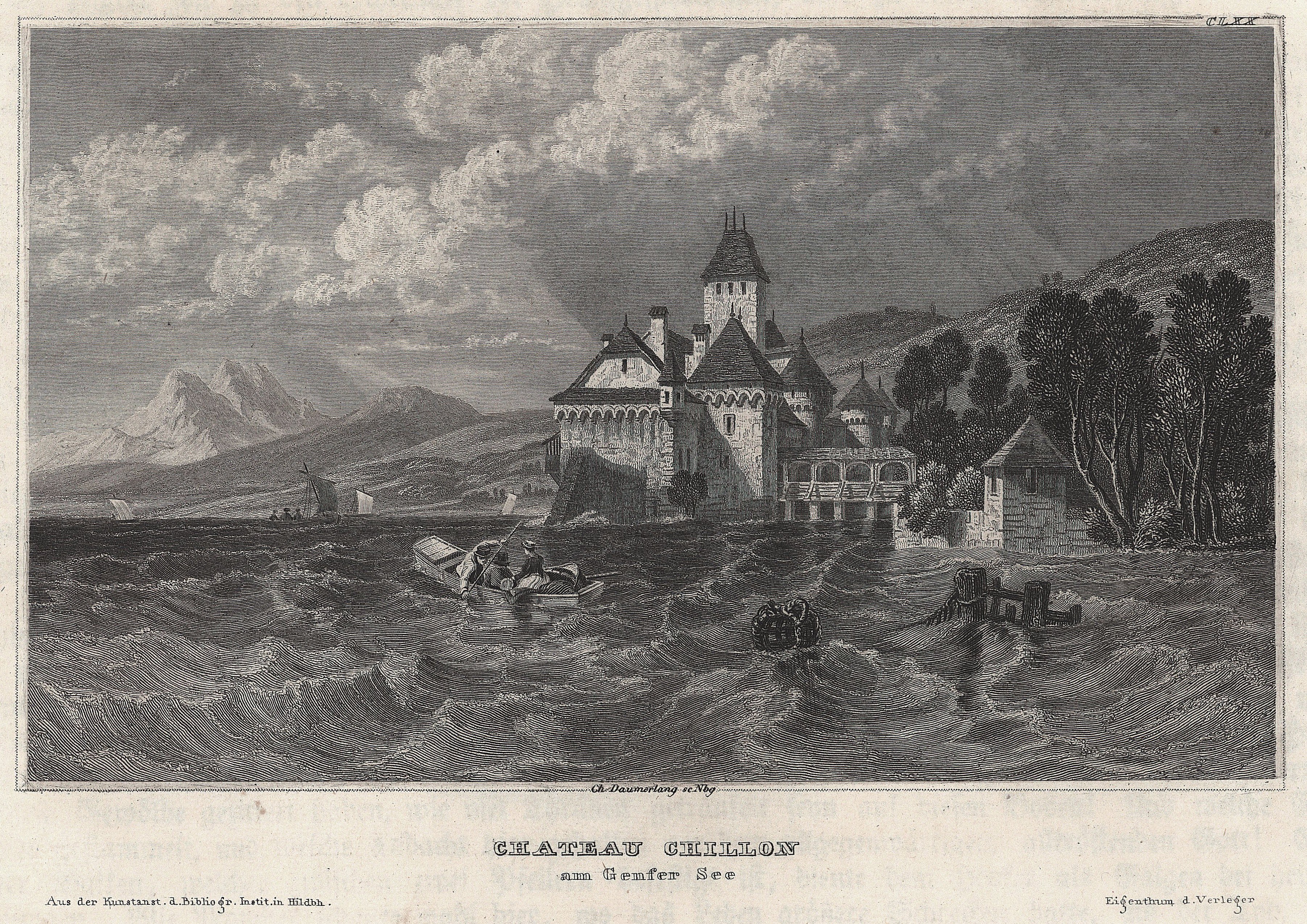
Aus Meyers’ Universum 1837
Chromolithografie, A. Cuvillier, nach 1861
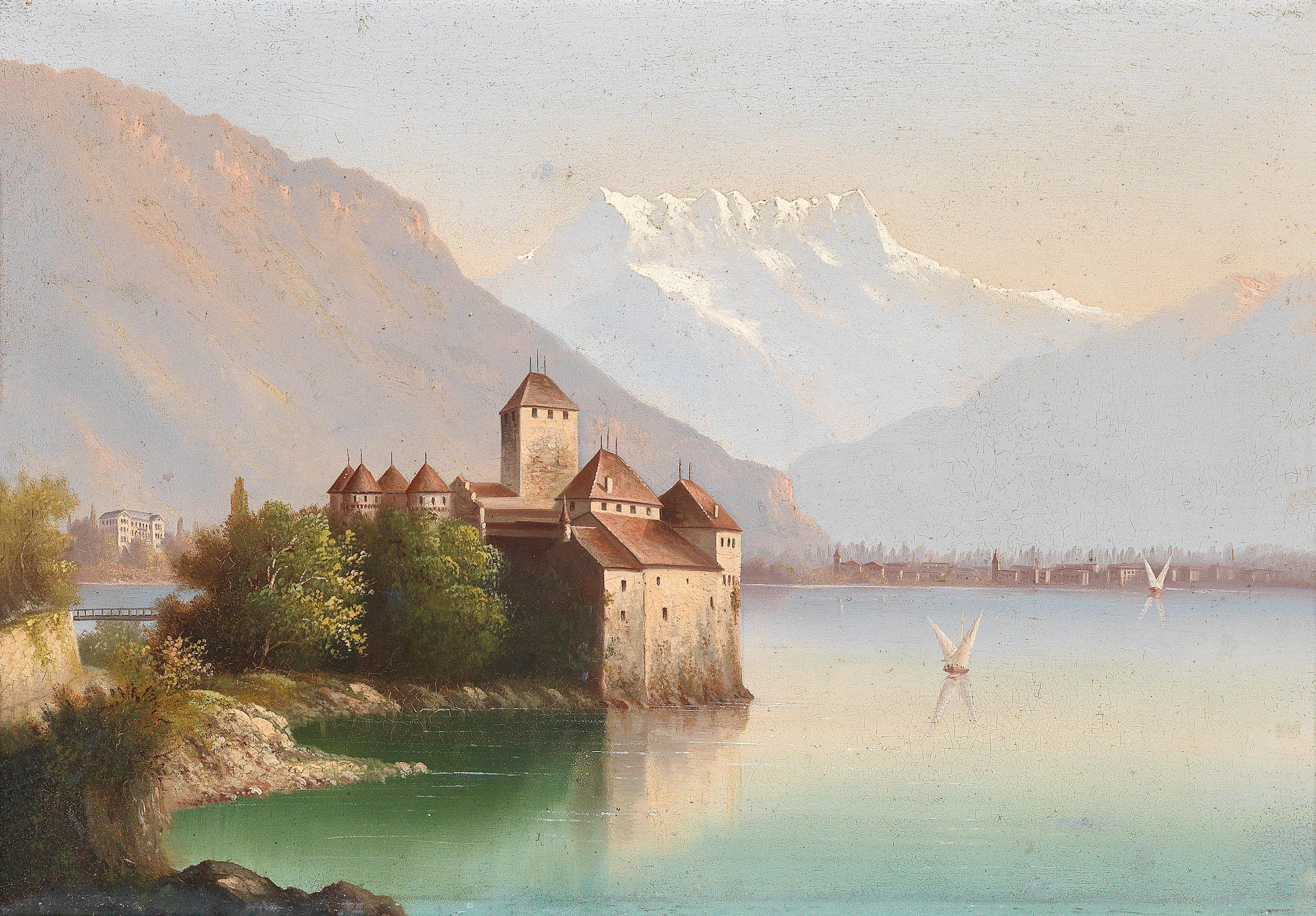
Schloss Chillon und Villeneuve, Öl auf Karton, Hubert Sattler (zug.), 19. Jh.
Schloss Chillon von Südosten, undatiert
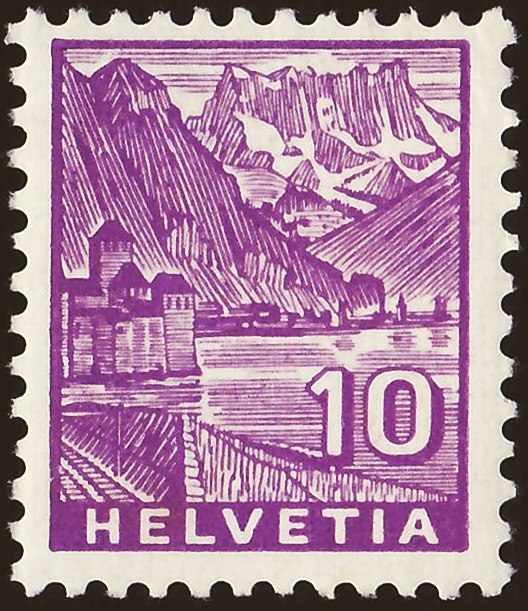
Briefmarke der Schweizer Post, 1934

## Restaurierung
Um 1823 zeichnete Jean-Jacques de la Rottaz (1787–1882) im Hinblick auf die kantonale Nutzung als Magazin und Gefängnis den ersten genauen Grundrissplan der Burg Chillon.

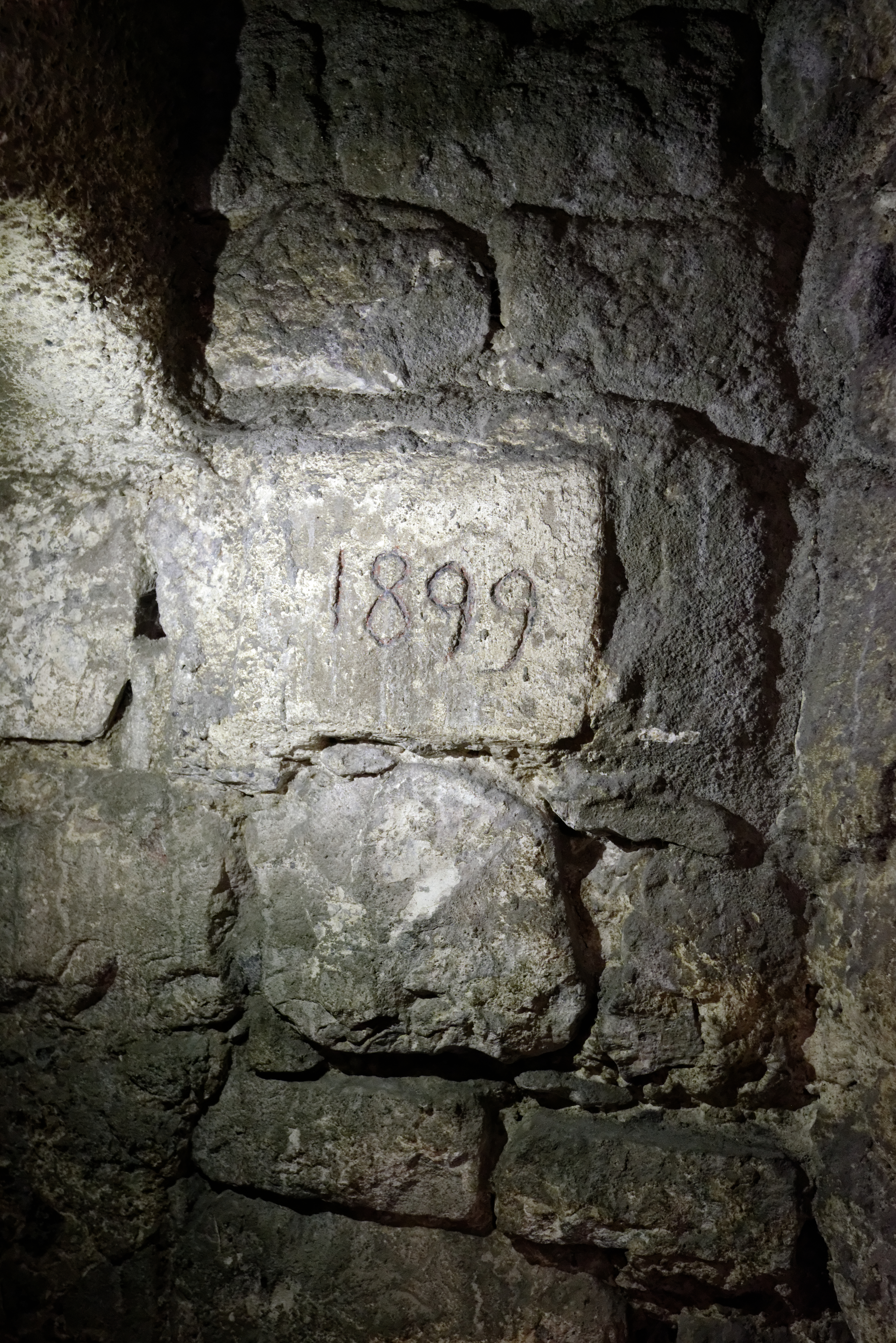
Datierung eines neu rekonstruierten Bauteils der Burg

Erst in der zweiten Hälfte des 19. Jahrhunderts nahm der Kanton Waadt zusammen mit der 1887 gegründeten Association pour la restauration du château de Chillon die umfassende Restaurierung der Burg an die Hand. Erstmals begründete man im Kanton mit umfassenden archäologischen und kunsthistorischen Forschungen am Bau die Gesamtrenovation eines so grossen Monuments. Bekannte Schweizer Fachleute der Denkmalpflege wie Johann Rudolf Rahn, ein Mitbegründer der Vaterländischen Gesellschaft für Erhaltung historischer Denkmäler (heute Gesellschaft für Schweizerische Kunstgeschichte), und Heinrich von Geymüller, der auch an den Arbeiten des Mailänder Doms mitwirkte, prägten die Arbeiten von Anfang an. Rahn verfasste für die Antiquarische Gesellschaft in Zürich von 1887 bis 1889 drei ausführliche Berichte über die Geschichte und den Zustand der Burg Chillon sowie einen Artikel für die Schweizerische Bauzeitung und begründete mit diesen Schriften die architekturgeschichtliche Bedeutung des Baudenkmals. Kaiser Wilhelm II. erkundigte sich persönlich nach den denkmalpflegerischen Erfahrungen auf Schloss Chillon im Hinblick auf die geplante Wiederherstellung der Hohkönigsburg im Elsass.
Die Gesellschaft für die Restaurierung der Burg Chillon, die am 14. November 1889 vom Grossen Rat des Kantons Waadt als Person des öffentlichen Rechts anerkannt wurde, setzte unter dem Präsidium des Staatsrats Eugène Ruffy eine Technische Kommission ein, um die vielfältigen Aufgaben rund um die Erforschung und die Instandsetzung des grossen Bauwerkes zu planen und zu leiten. Zu dieser Expertengruppe gehörten neben Johann Rudolf Rahn und Heinrich von Geymüller auch Théodore Fivel aus Chambery, ein guter Kenner der savoyischen Burgenarchitektur, der Architekt Léo Châtelain von Neuenburg und der Waadtländische Kantonsarchitekt Henri Assinare, Schüler von Jean-Daniel Blavignac in Genf und Mitarbeiter und Nachfolger von Eugène Viollet-le-Duc bei der Restaurierung der Kathedrale von Lausanne. Geymüller verfasste 1896 im Auftrag der Baukommission ein wissenschaftliches Rahmenprogramm für die geplanten Arbeiten. Im Jahr 1898 erliess der Kanton Waadt, als erster in der Schweiz, aufgrund eines Entwurfs aus der Feder von Albert Naef ein modernes Denkmalpflegegesetz.

Tor und Doppelfenster des Gerichtssaals. Fotografie Max van Berchem 1899 (Fotosammlung Schweizerische Nationalbibliothek)

Der Kanton übertrug die Verantwortung für die Arbeiten an der Burg Chillon der neuen Gesellschaft. 1893 nahm Staatsrat Marc Ruchet als Nachfolger von Eugène Ruffy Einsitz in deren Vorstand. Seit ihrer Gründung verfolgte die Vereinigung auch das Ziel, in der sanierten Burg dereinst ein historisches Museum einzurichten. Deshalb trug sie von Anfang an einen Grundstock von historischen Gegenständen zusammen, mit denen die Räume der Burg möbliert werden könnten. Viele Gegenstände wie Waffen, Münzen und Gebrauchsobjekte kamen bei den archäologischen Ausgrabungen in der Burg und im Burggraben zum Vorschein. 1892 setzte eine besondere Museumskommission, bestehend aus dem Bildungsdirektor des Kantons Waadt, dem Architekten Burnat und dem Konservator des kantonalen Altertümermuseums, die Beschaffung von Museumsgut fort. Einige nicht als Original verfügbare Möbel liess die Gesellschaft nach Vergleichsbeispielen in andern kulturgeschichtlichen Sammlungen aus dem ehemaligen savoyischen Herrschaftsgebiet nach traditionellen Techniken kunsthandwerklich herstellen. Die heute noch in der Burg ausgestellten historischen Objekte gehören zum «Fonds Chillon» der Sammlung des Museums für Archäologie und Geschichte des Kantons Waadt.
Nach ersten archäologischen Sondierungen durch Albert Naef im Jahr 1892 vergingen einige Jahre bis zum Beginn des Restaurierungsprojekts. Zunächst liess die Baugesellschaft 1896 die Gebäudegruppe der Burg genau vermessen. Am Anfang leitete der Architekt Ernest Burnat von Vevey die Arbeiten, der ebenfalls bei der Restaurierung der Kathedrale von Lausanne mitgewirkt hatte. Ihm standen in Chillon die Architekten Eugène Jost (1865–1946) aus Vevey, Otto Schmid (1873–1957) aus Veytaux und Paul Rosset (1872–1954) aus Lausanne zur Seite. Wie von Rahn verlangt, untersuchten die Baufachleute und Restauratoren die einzelnen Bestandteile des Bauwerks sehr genau, identifizierten die verschiedenen Bauphasen und dokumentierten die Befunde zeichnerisch und fotografisch. Mit der Aufnahme der zahlreichen Lichtbilder betraute Albert Naef die Ateliers von Fred Boissonnas in Genf und später von Rodolphe Schlemmer in Montreux. Man folgte in der Anfangszeit dem denkmalpflegerischen Grundsatz, die Baumassnahmen aus den verschiedenen Epochen zu respektieren und zu erhalten. Die bei der anschliessenden Restaurierung ergänzten Bauteile sind deutlich gekennzeichnet, so dass der noch vorhandene Altbestand erkennbar ist.
Um die Beobachtungen am Bauwerk zeitlich einordnen zu können, konsultierte Albert Naef die in Lausanne aufbewahrten Landvogtrechnungen aus der Zeit der bernischen Herrschaft über die Waadt, und der Archivadjunkt des waadtländischen Staatsarchivs Alfred Millioud durchforschte im königlichen Archiv in Turin die Rechnungsrollen der savoyischen Kastlane und Landvögte aus der Zeit von 1257 bis 1508. Die Informationen aus der grossen Menge historischer Dokumente ergab zusammen mit den Beobachtungen am Bauwerk eine reiche Quellensammlung zur Baugeschichte der Burg Chillon.

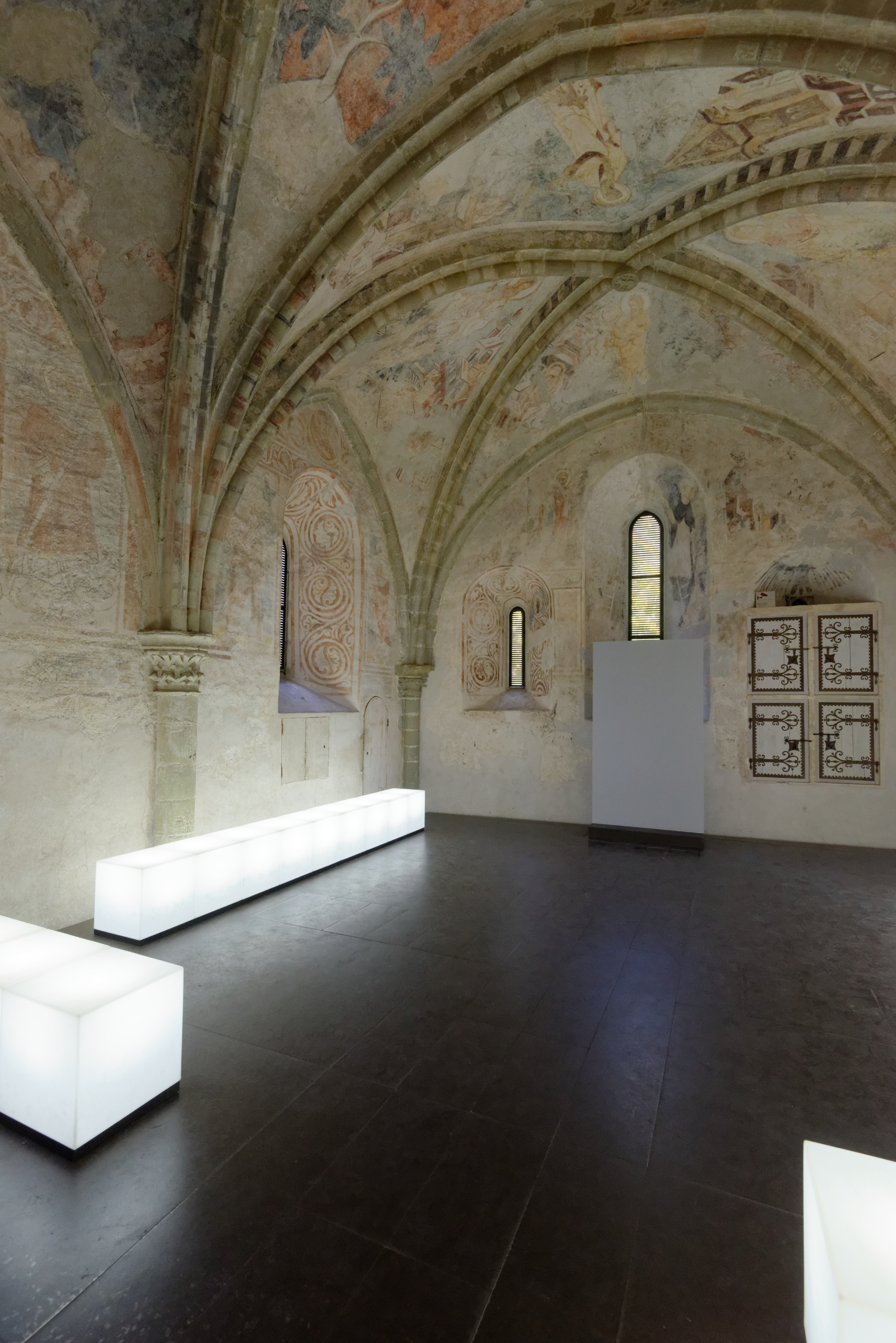
Burgkapelle von Chillon

Um 1900 liess die Baukommission das Innere der Burgkapelle untersuchen. Beim Entfernen der jüngeren Verputzschichten kamen die mittelalterlichen Wandmalereien, die unter Graf Amadeus V. von Savoyen entstanden waren, wieder zum Vorschein. Auch in der camera domini waren an den Wänden Reste der kostbaren Fresken aus dem 14. Jahrhundert noch vorhanden. Albert Naef beschrieb die von ihm zwischen 1894 und 1903 entdeckte herausragende Ausstattung in einer besonderen, reich illustrierten Publikation, die 1908 bei Frédéric Boissonnas herauskam. Anhand der noch vorhandenen Malereireste und der im Bauschutt gefundenen Mörtelfragmente gelang es Naef, die monumentale Ausschmückung des gräflichen Wohnraums zu rekonstruieren. Er konnte verschiedene Phasen der Wandbilder unterscheiden, von den einfachen älteren Dekorationen über das Hauptwerk des waadtländischen Malers Johann von Grandson bis zu Ergänzungen in der Bernerzeit. 1905 engagierte Naef den Maler und Restaurator Ernest Correvon (1873–1965), der für ihn schon in der Kathedrale von Lausanne Wandgemälde restauriert hatte, für die Rettung der Wandbilder von Chillon. Nach sorgfältigen Untersuchungen und Malproben beschloss die Technische Kommission, nur die noch im Original vorhandenen Motive zu sichern und die fehlenden Bildteile auf den übrigen Wandpartien nicht zu rekonstruieren, sondern mit feinen Linien und Farbtönen anzudeuten. Von 1908 bis 1914 untersuchte und restaurierte Ernest Correvon auch die mittelalterlichen Wandbilder in der Burgkapelle, wo ihm die teilweise neu zusammengesetzte Kommission jetzt viel mehr Freiheiten liess. Der Künstler hatte inzwischen auch die Ausmalung anderer romanischer und gotischer Monumente im Kanton Waadt studiert und schuf nach solchen Beispielen, etwa den Fresken in der Klosterkirche von Romainmôtier, neue Wandbilder für die Burgkapelle von Chillon.
Im Jahr 1903 liess Albert Naef mit einer grossen Baumannschaft den mit viel Schutt verfüllten Burggraben freilegen. Über die Jahrhunderte und wohl auch beim Bau der Eisenbahn und des Fusswegs Quai Alfred Chatelanat hatte der Zwischenraum vor der Burgmauer als Deponie gedient. In den Kulturschichten im Burggraben fand man zahlreiche historische Objekte aus der Burggeschichte. Als man den provisorischen Schutzdamm an der Baustelle am 13. Mai 1903 wieder entfernte, gewann das Bauwerk das Erscheinungsbild einer Wasserburg zurück.
Im Jahr 1909 starb Henry de Geymüller und im Jahr 1912 auch Johann Jakob Rahn, und daraufhin stiessen der piemontesische Denkmalpfleger Alfredo d’Andrade und der schweizerische Kunsthistoriker Josef Zemp, Professor an der ETH Zürich, zur Technischen Kommission von Chillon. Bis über den Ersten Weltkrieg hinaus führte Albert Naef die Restaurierungsarbeiten weiter. Im Hinblick auf den Besuch des 5. Internationalen Kongresses der Olympischen Spiele in Chillon wurde ein grosser Saal im Schloss restauriert. In die Zwischenkriegszeit fällt die Restaurierung der übrigen Hauptgebäude der Burg, wobei nun im Unterschied zu den früheren Eingriffen viel mehr Architekturelemente frei rekonstruiert wurden. Als Albert Naef 1935 altershalber aus der Technischen Kommission ausschied, folgte auf ihn der neue Kantonsarchäologe der Waadt Louis Bosset als Bauleiter.
Seit den 1990er Jahren befasste sich die Denkmalpflege des Kantons Waadt mit Schäden, die am Baudenkmal wegen der zunehmenden Besucherzahl und die veralteten technischen Installationen entstanden waren. Mit einer besseren Beleuchtung gelang es, die Qualität der Innenräume anschaulicher zu vermitteln.

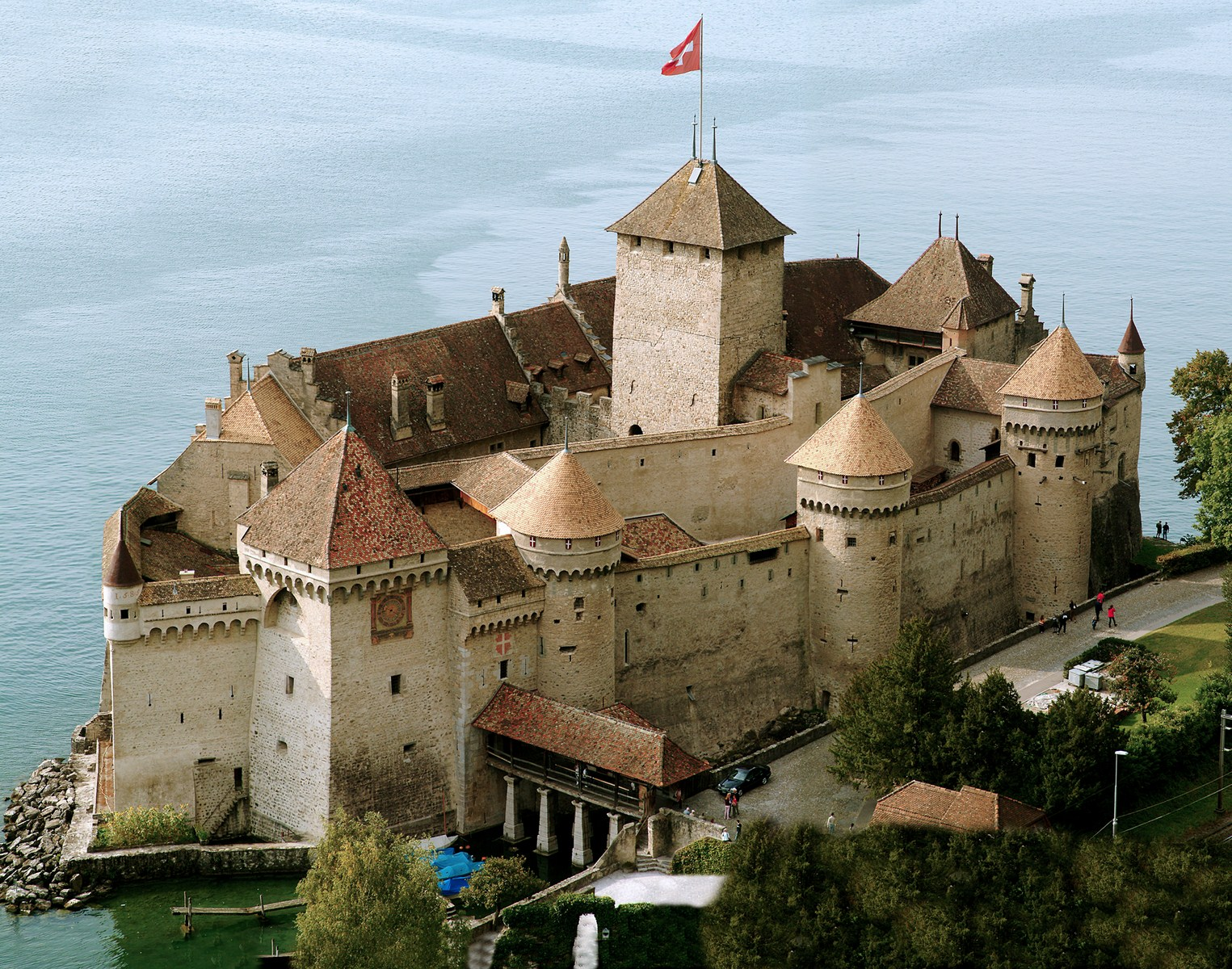
Blick von Südosten auf die Burganlage

## Architektur
Die Burg auf der Insel hat ihre heutige Gestalt im Zeitraum von mehreren Jahrhunderten erhalten. Die Form der eiszeitlich gebildeten Felskuppe im Genfersee ist dabei wohl immer wieder verändert worden. Die früheste nachweisbare Burganlage bestand möglicherweise nur aus einer Umfassungsmauer auf dem oberen Hügelplateau und einer einfachen Toranlage. Dieser noch heute auf der Landseite erhaltene innere Mauerzug trennt die oberen Innenhöfe vom östlichen Hof an der neueren Umfassungsmauer. Neben dem Burgeingang stand die Tryphonkapelle mit einer runden Apsis.
Im Hochmittelalter entstand an der höchsten Stelle des Hügels mitten im ummauerten Burgareal der rechteckige Burgturm, dessen ursprüngliche Höhe schon Albert Naef identifiziert hat. Seit der Restaurierung ist die Baufuge über dem ursprünglichen Zinnenkranz sichtbar. Zu einem nächsten Ausbauschritt gehören die neue Burgkapelle im Norden der Anlage und die Gebäudegruppe südlich des Burgtors mit der hohen Bastion über dem Burghafen.
Bei der grossen Erweiterung der Burg im 13. Jahrhundert diente nun die ganze Fläche der Insel als Baugrund, an den Flanken des Hügels errichteten die Baumeister Stützkonstruktionen für die darüber liegenden Gebäude. Auf der Strassenseite entstand die zweite Umfassungsmauer mit drei halbrunden Türmen und im dahinter liegenden Zwischenraum wurde ein Gewölbekeller errichtet. Über die Wehrmauern und die Trennmauer zwischen den Innenhöfen verlaufen Wehrgänge. Auf der Westseite der Insel entfernte man die ältere Burgmauer, um für die langgestreckte Gebäudegruppe Platz zu schaffen, die heute die Seefassade bildet. Von Süden nach Norden besteht diese Häuserreihe aus einem niedrigen Bauwerk, in dem sich früher die Ställe befanden, einem kleinen Zwischenbau, der 1265 errichteten Aula nova, die in bernischer Zeit als Zeughaus diente und die grosse Küche enthielt, weiteren Zwischengebäuden und dem grossen Gebäude über dem hohen Kellergewölbe; in diesem Palas aus der Mitte des 13. Jahrhunderts befinden sich auf der Höhe des nördlichen Innenhofs der Gerichtssaal und im Obergeschoss der Rittersaal und dazu die Chambre de la duchesse; weiter gegen Norden schliesst ein enger Latrinenbau an, und danach folgen das alte Gebäude der Tour du duc mit dem herrschaftlichen Wohnraum der Camera domini, die besonders qualitätvolle Wandmalereien aufweist, und die Burgkapelle, die ein Maler mit dem Namen Jacob im Auftrag von Graf Amadeus V. im Jahr 1314 ausschmückte.
Bis zum Ende des Mittelalters und in der Zeit, da die Burg als bernischer Landvogteisitz diente, wurden nur wenige Bereiche des Bauwerks verändert. Auf der Landseite hat man neuere Schiessscharten aus den Mauern gebrochen und die Wehrgänge verstärkt, auf der Seeseite wurden Türen und Fenster zugemauert, in unbekannter Zeit erhielt der Hauptturm ein neues Obergeschoss. Schwerere Eingriffe stammen aus dem 19. Jahrhundert wegen des Zeughausbetriebs. Nach der Restaurierung seit der Wende zum 20. Jahrhundert hat die vielteilige Burganlage mit 25 Gebäuden und etwa 40 Innenräumen auf mehreren Stockwerken einen architektonischen Zustand zurückgewonnen, dessen Geschichte man auf dem didaktisch gestalteten Rundgang durch das verwinkelte Burgmuseum und über die Treppen, Mauern und Türme gut ablesen kann.
Vor der Burg befinden sich seit dem 20. Jahrhundert zwischen der Bahnlinie und dem Seeufer ein kleiner Savoyischer Park, der im Inventar der historischen Gärten der Schweiz aufgeführt ist, sowie eine Promenade, Gärten und einzelne Gebäude. Die Brücke über die Eisenbahnlinie stammt von 1861 und ist eine der ältesten Eisenbrücken der Schweiz; 1937 erhielt sie ein von Otto Schmid entworfenes Dach. Im Jahr 1901 verkaufte die Bahngesellschaft der Domäne Chillon die Parzelle vor dem Schloss.
Nach einem 2012 ausgeschriebenen Architekturwettbewerb liessen der Kanton Waadt und die Schloss-Chillon-Stiftung im Jahr 2020 das Gebiet umfassend erneuern; ein moderner Empfangspavillon und das Café Byron bieten dem Publikum die von einem erstrangigen Baudenkmal erwarteten Dienste, der savoyische Garten blieb erhalten, und die freie Fläche am See ist als Englischer Garten zwischen der Burg und der Schiffsstation neu organisiert.

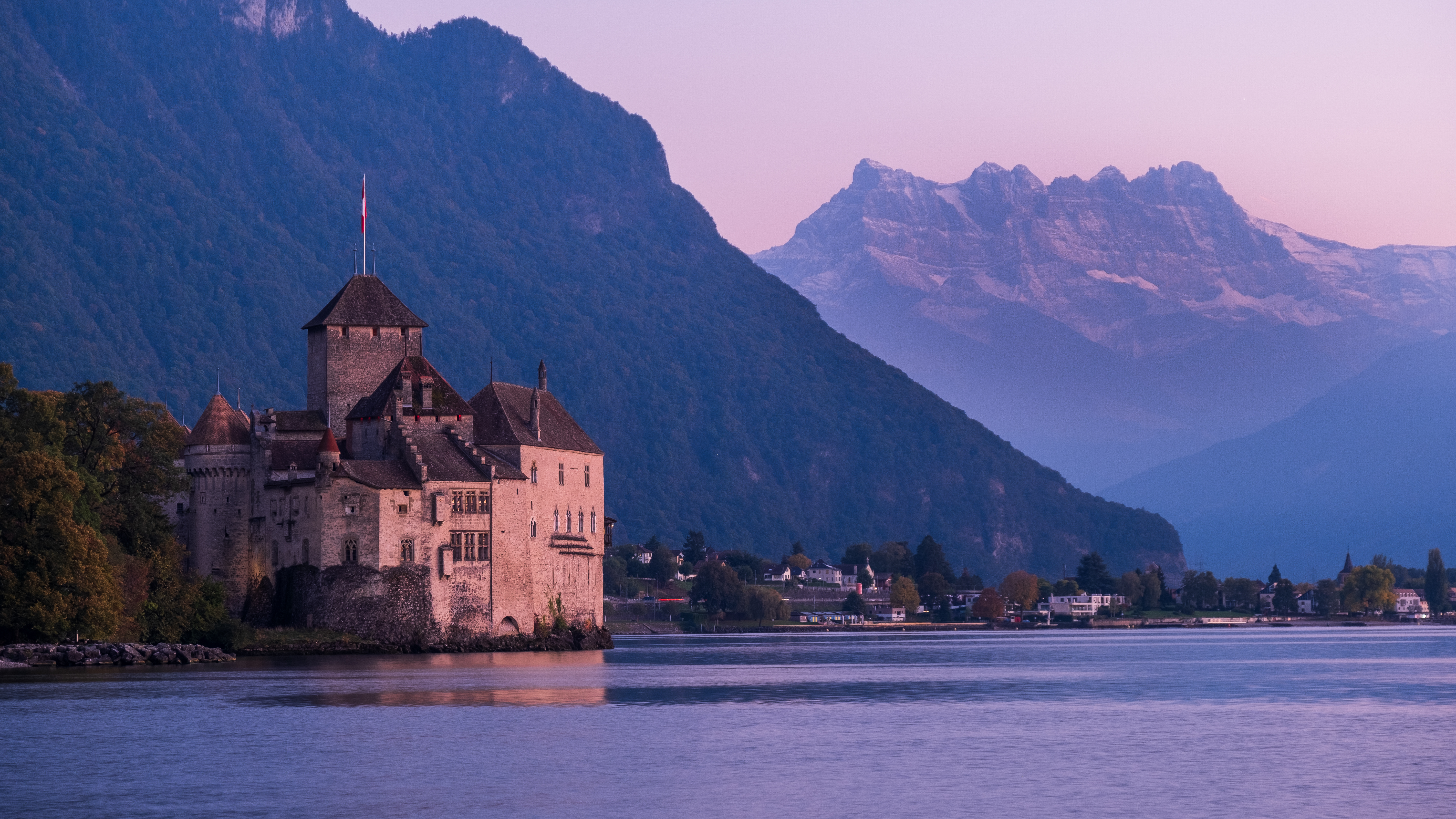
Schloss Chillon bei Einbruch der Dunkelheit
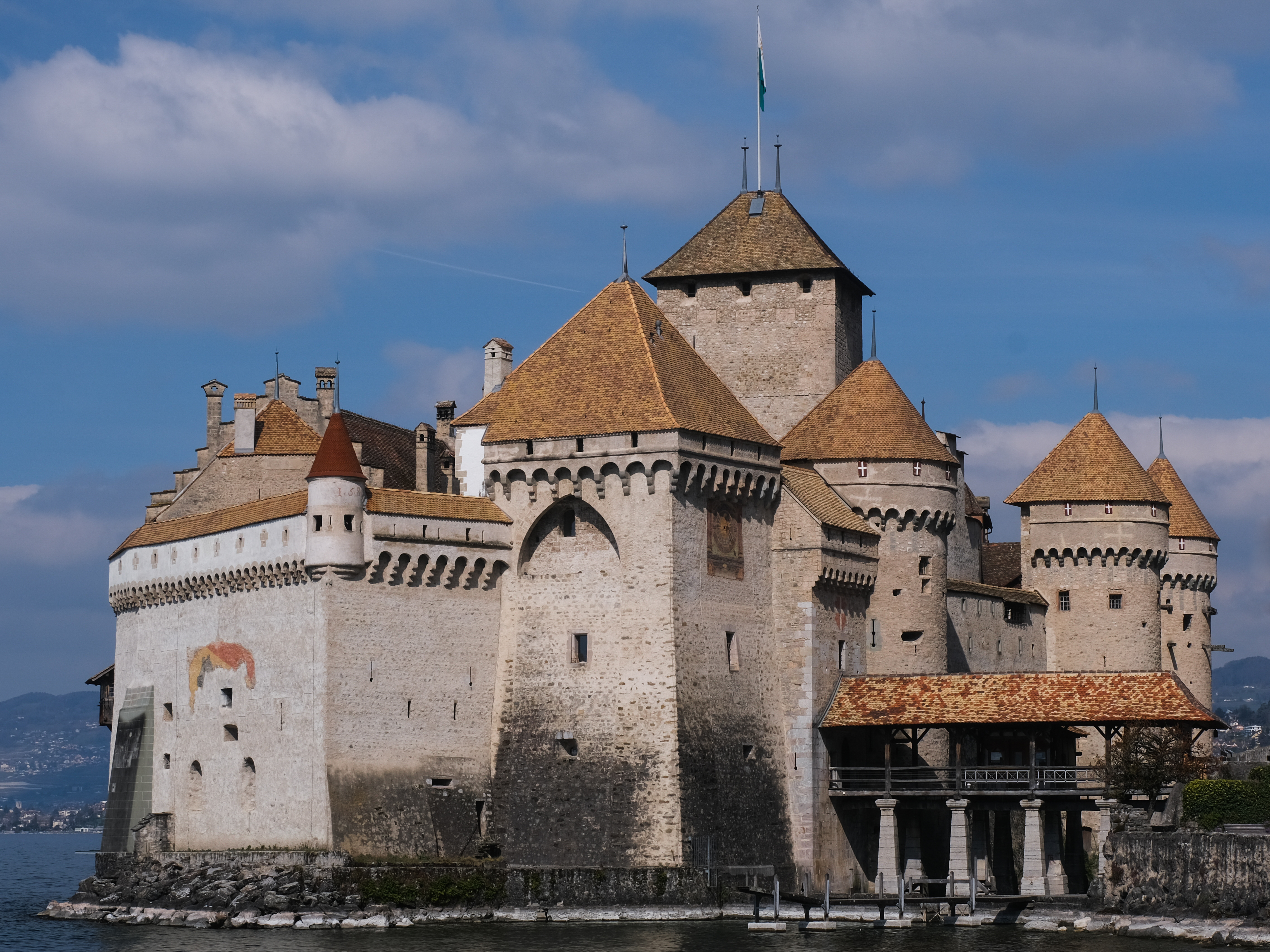
Die Burg von Südosten
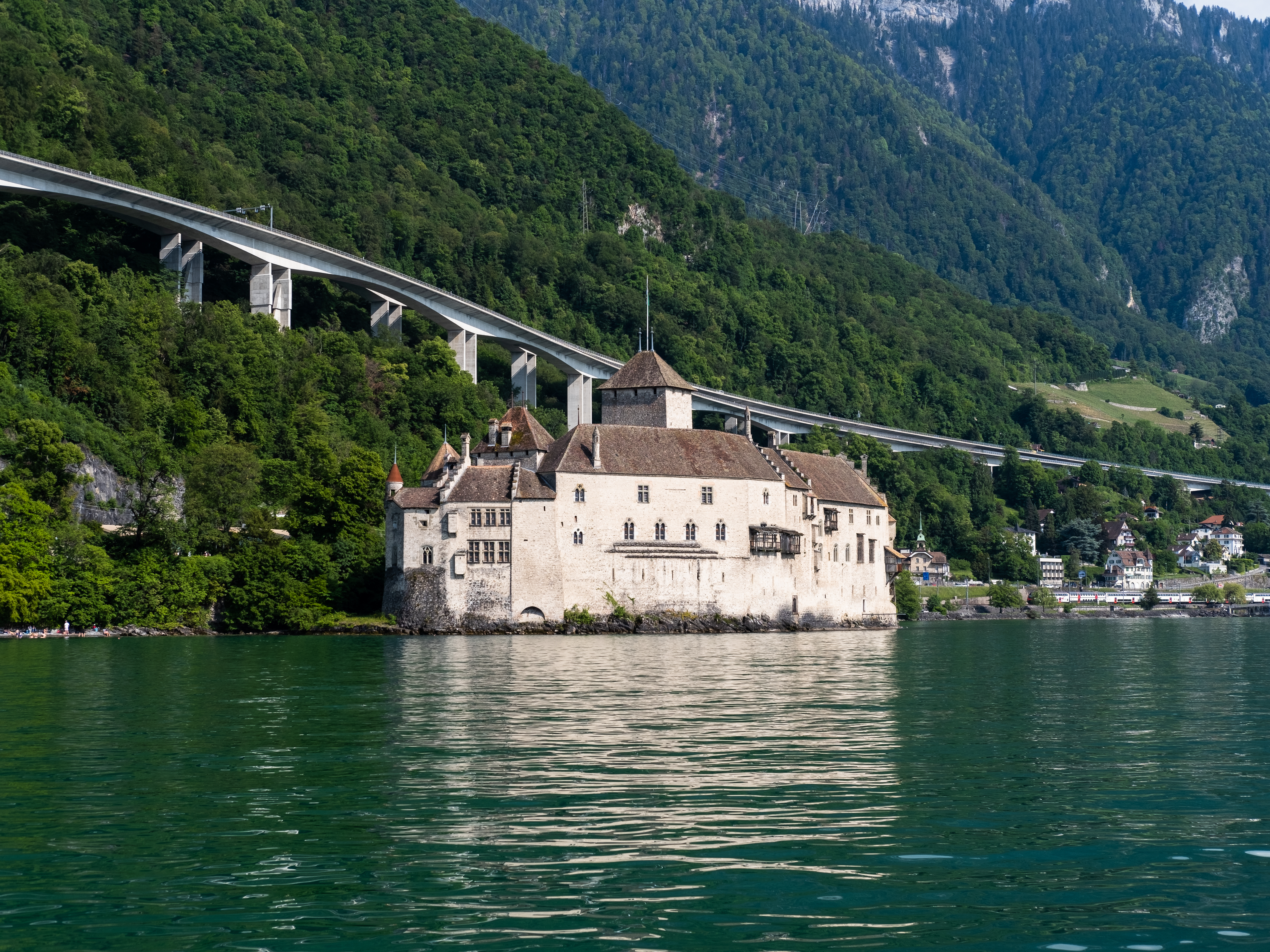
Die Burg von Westen mit dem Chillon-Viadukt
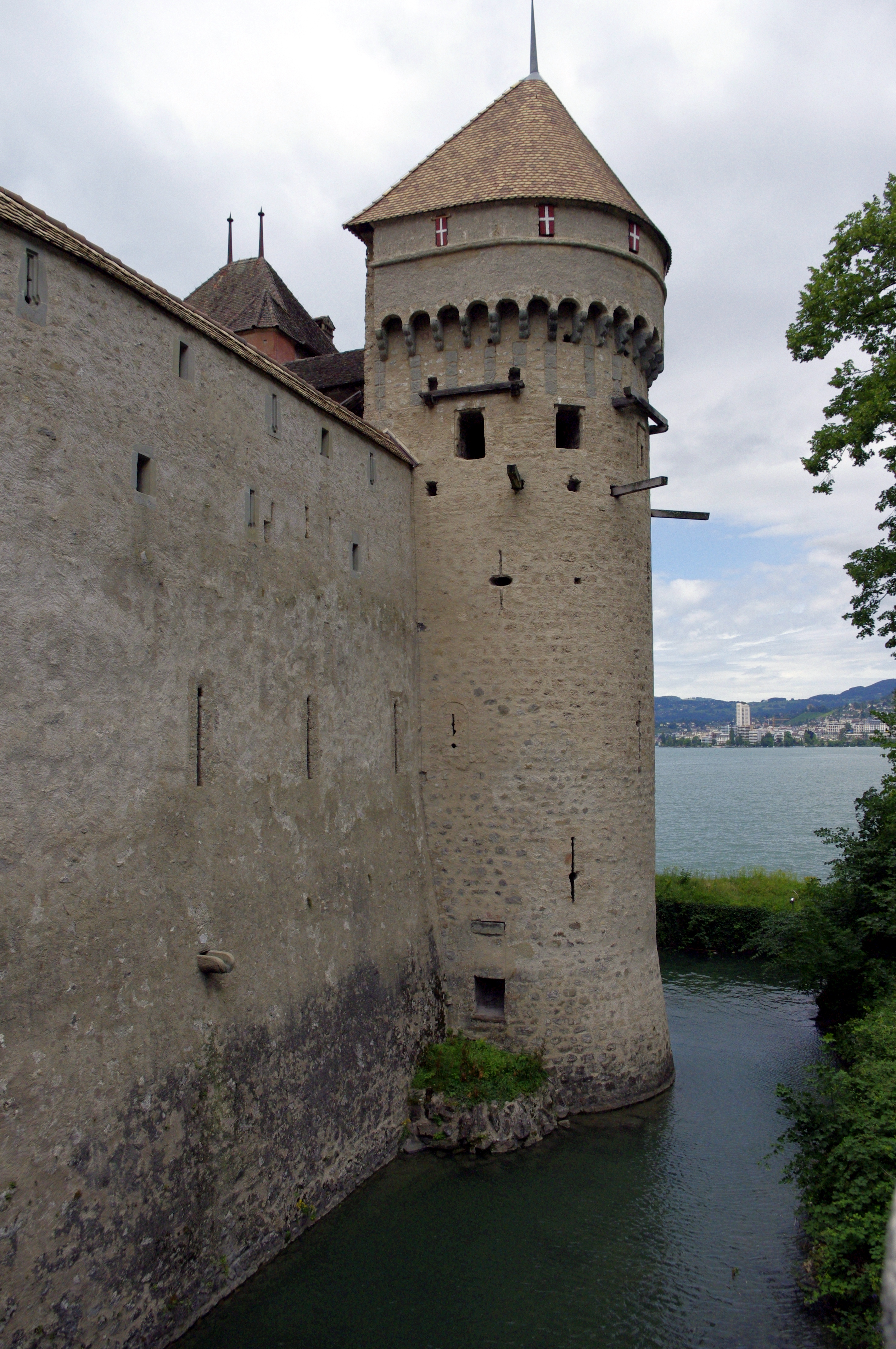
Wehrmauer mit Flankenturm
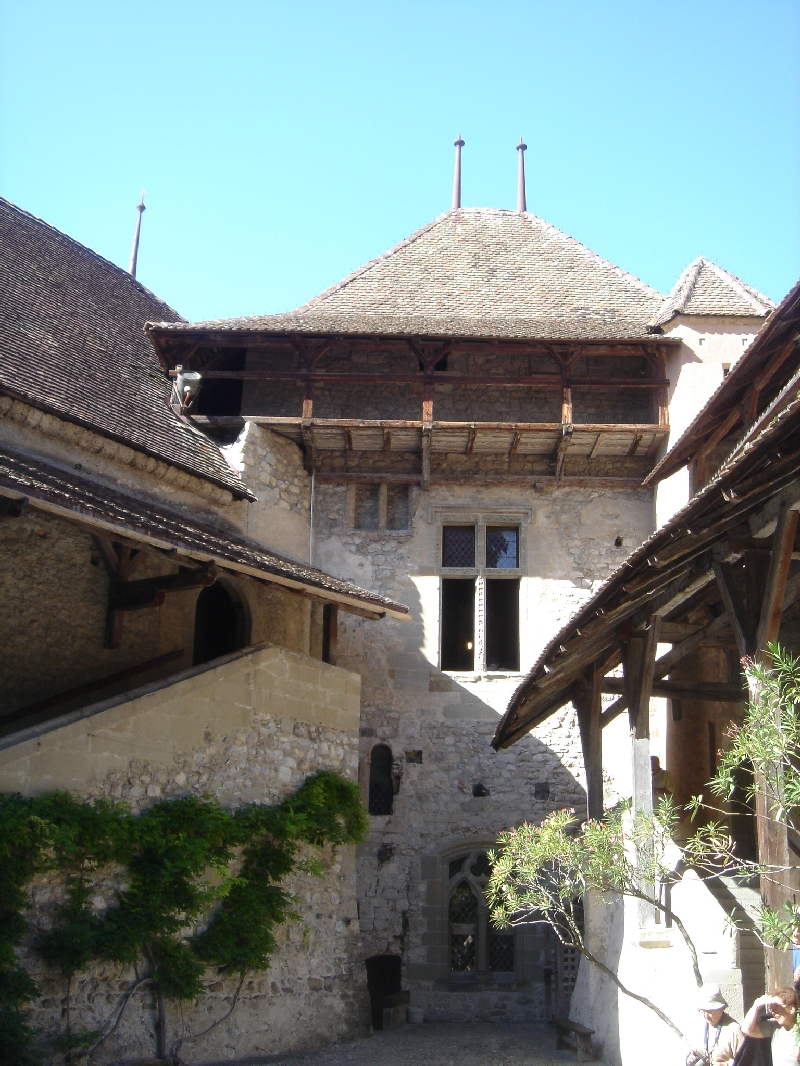
Westlicher Innenhof
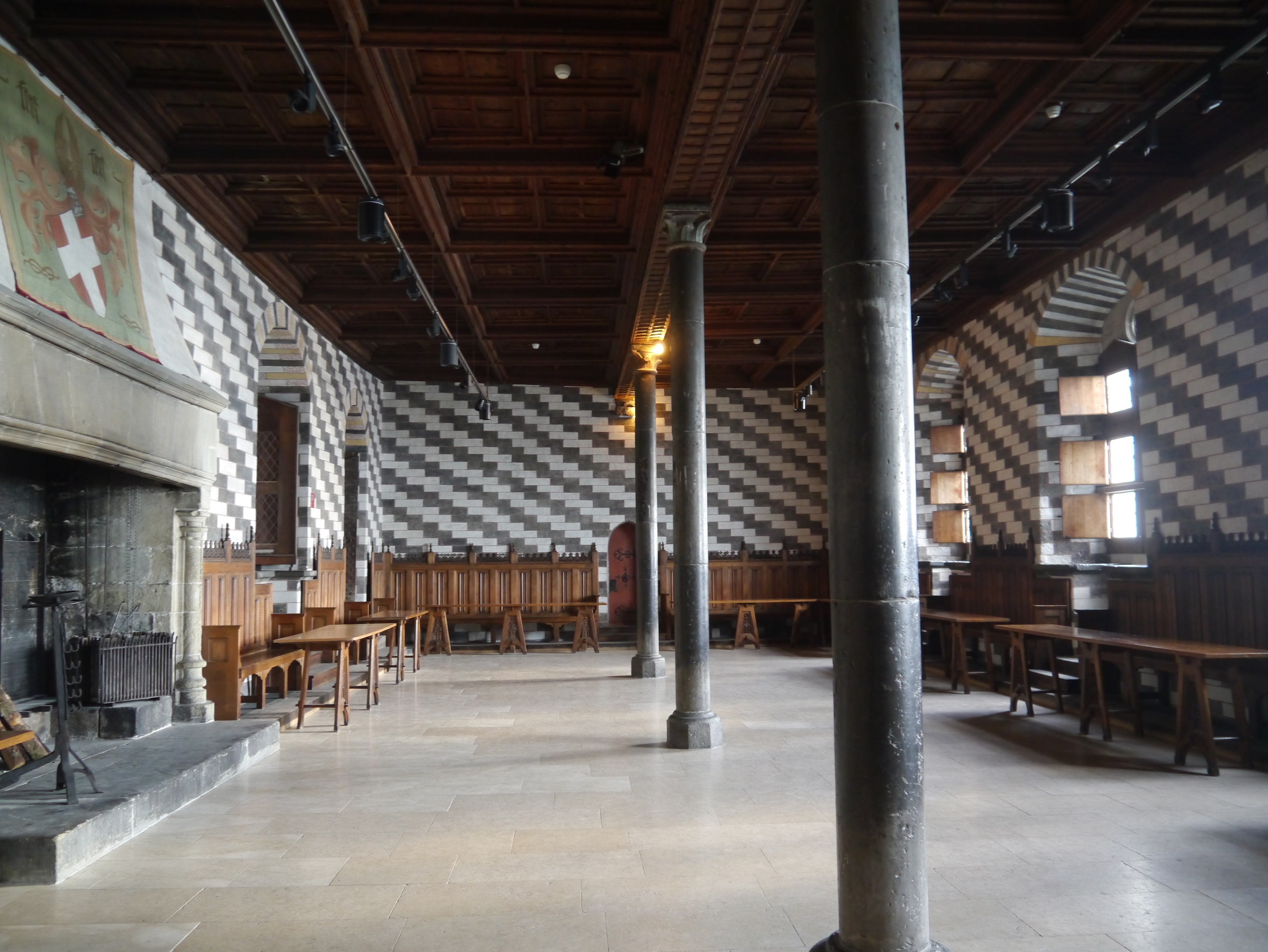
Festsaal «Aula magna»
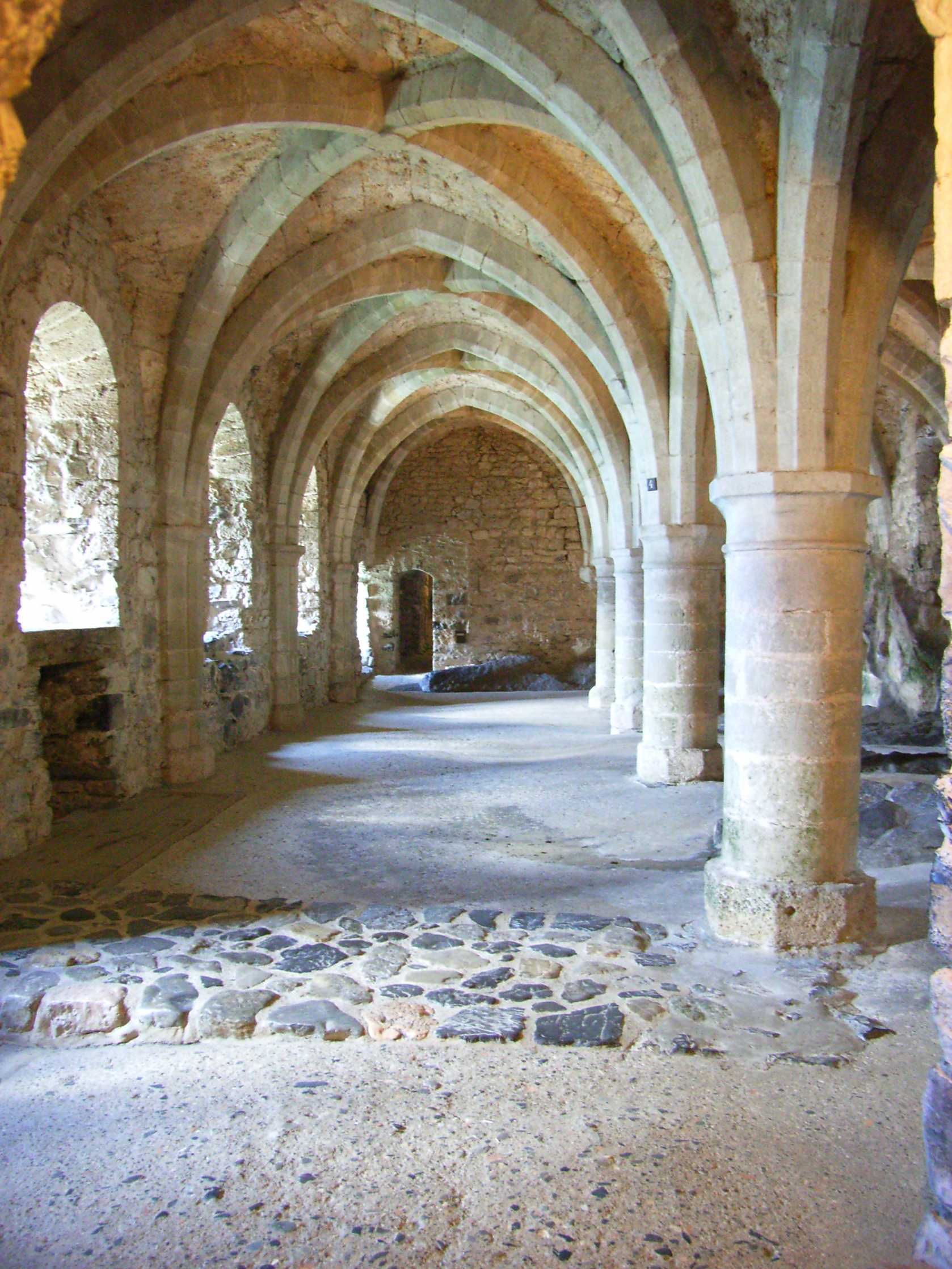
Gotisches Kellergewölbe
Kapelle im Zustand vor der Restaurierung, Fotografie von Max van Berchem, 1899
- Video zum Schloss Chillon